# Goniasteridae
Famille
Les Goniasteridae sont une famille d'étoiles de mer de l'ordre des Valvatida.

## Description et caractéristiques

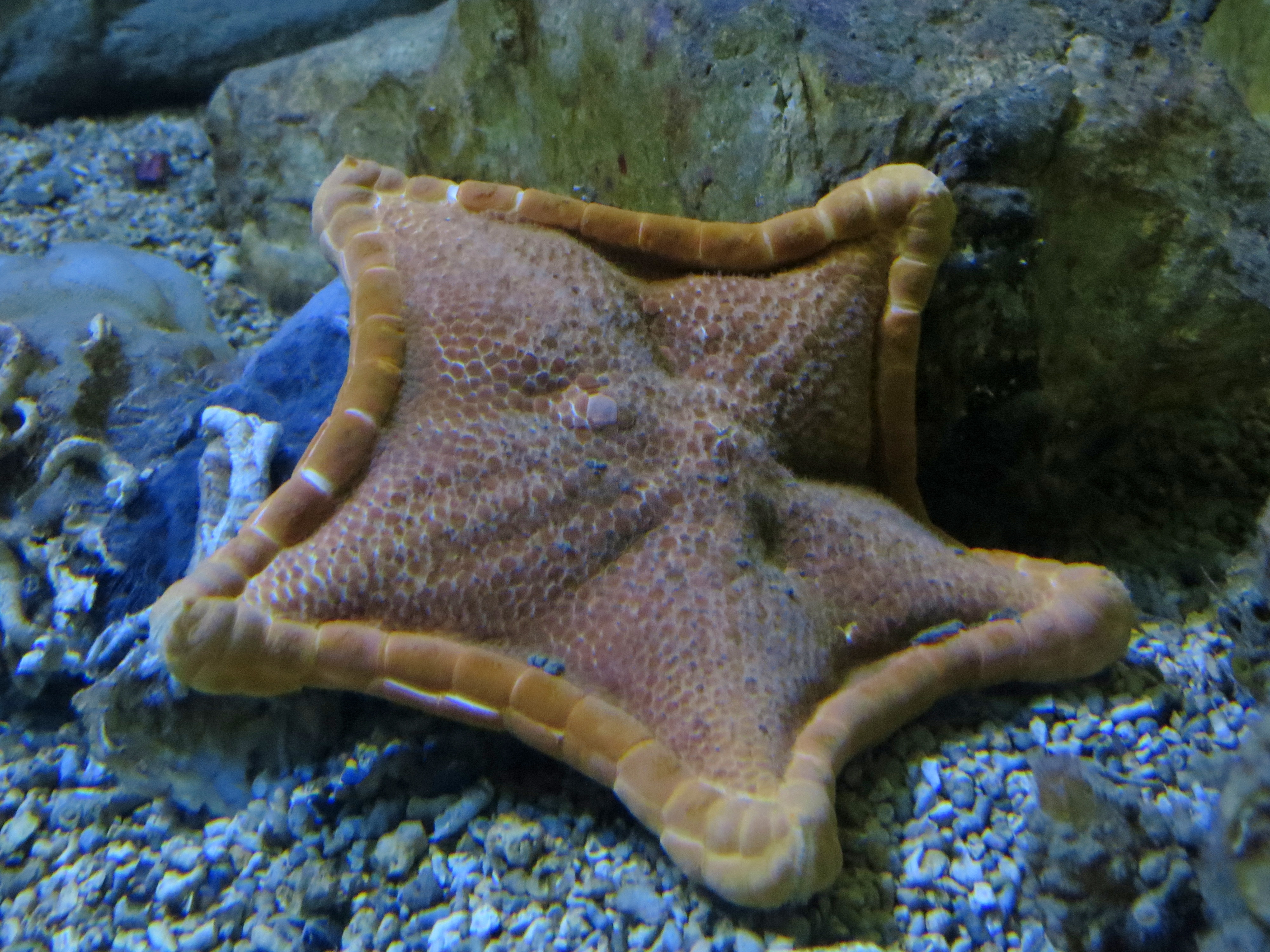
Peltaster placenta est l'« étoile-biscuit » caractéristique des eaux européennes.

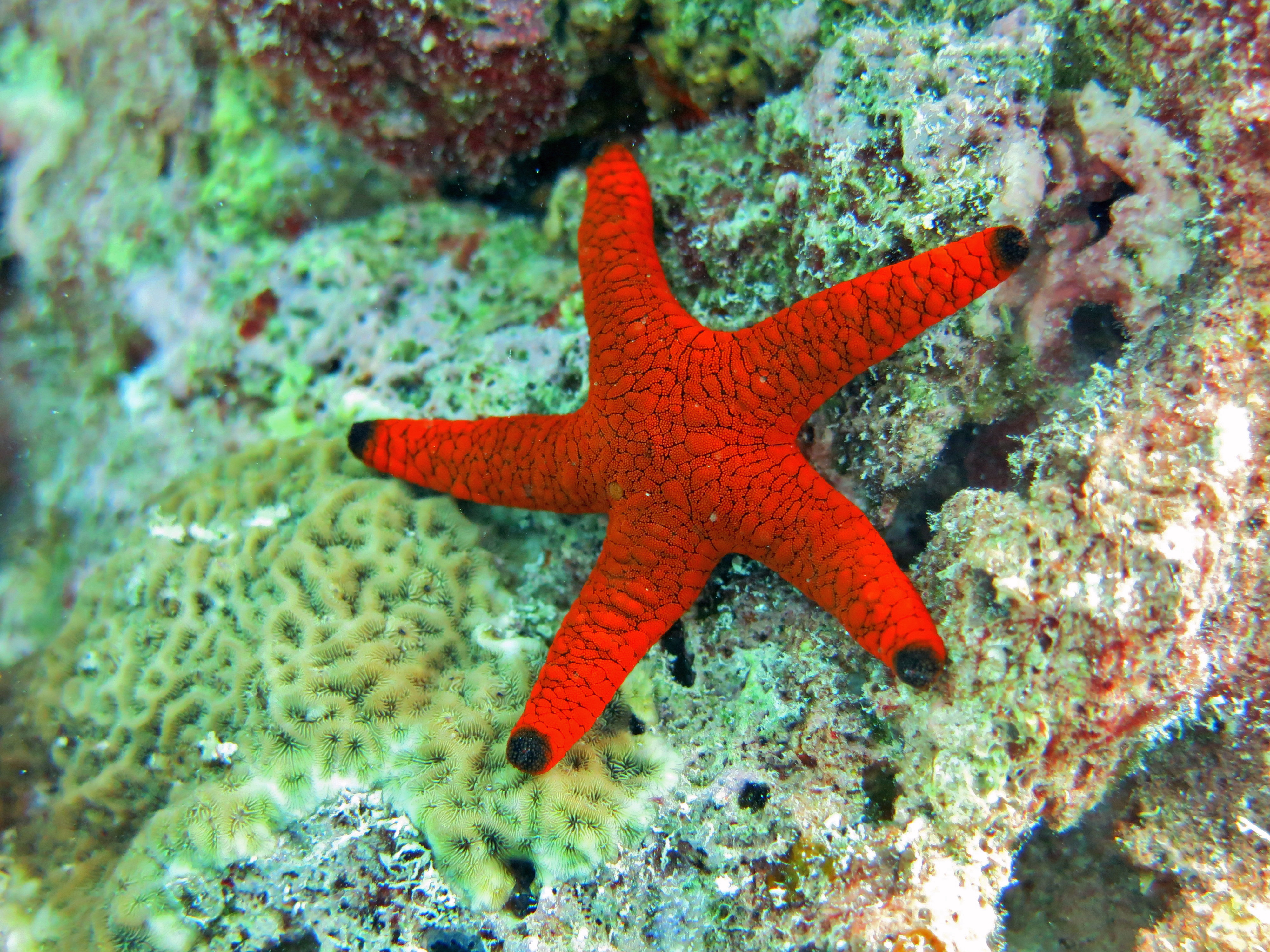
Fromia indica

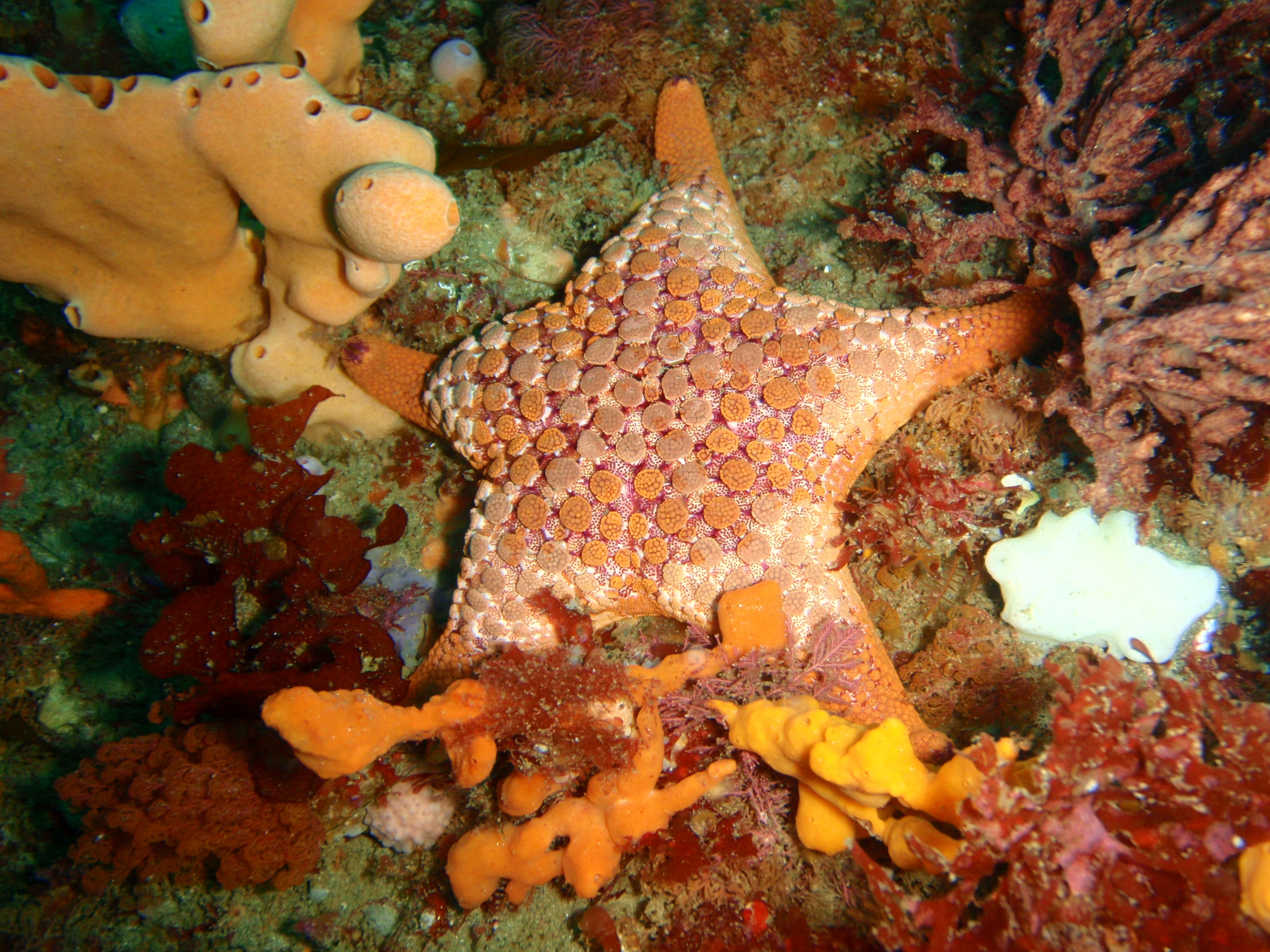
Nectria ocellata

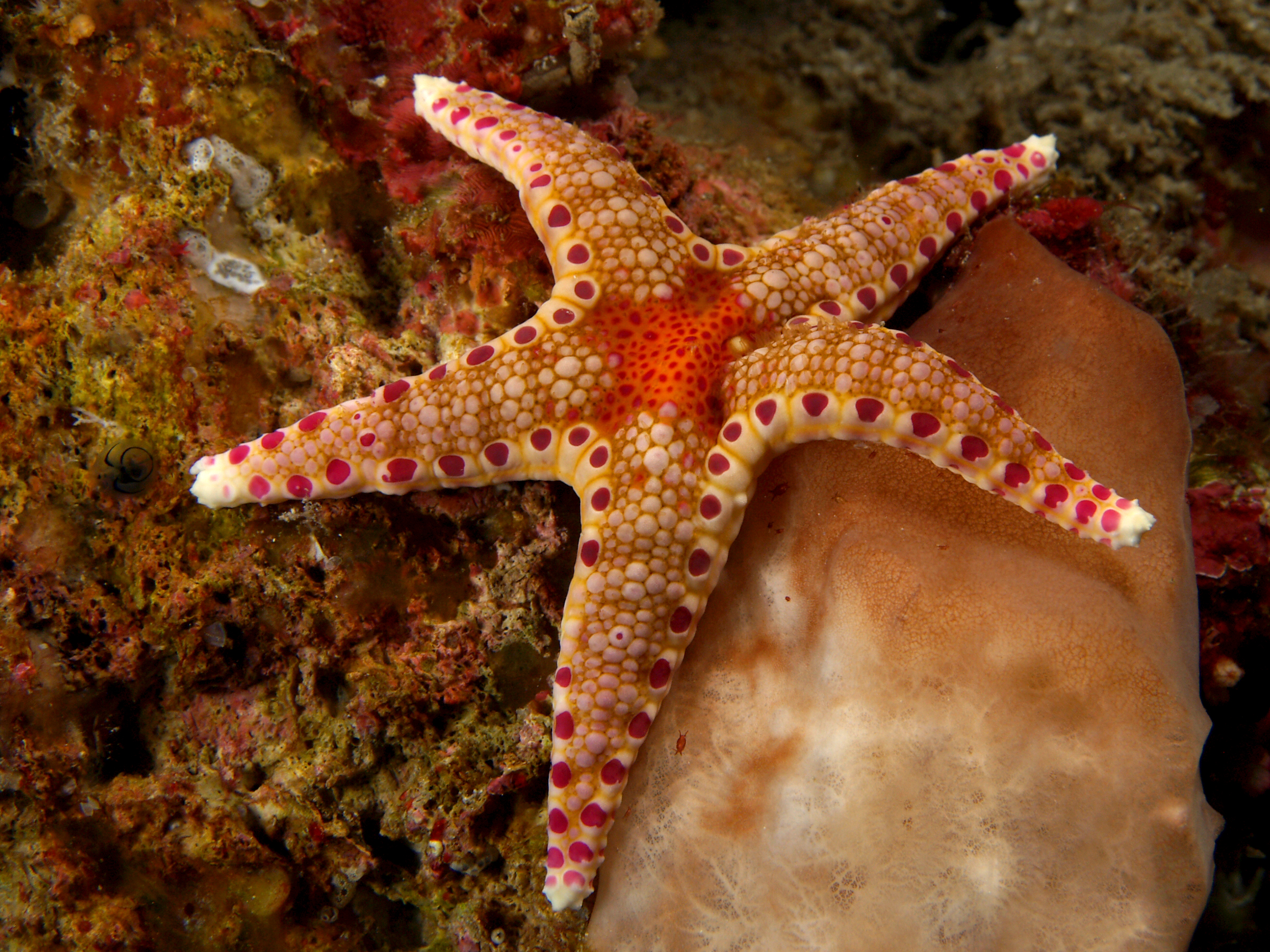
Neoferdina insolita

Ce sont des étoiles régulières de taille moyenne, la quasi-totalité des espèces étant pourvues de 5 bras disposés en étoile, avec un corps relativement aplati. Elles sont caractérisées, entre autres, par une double rangée de plaques plus ou moins polygonales qui borde leur marge actinale (c'est-à-dire leur bord externe, autant au niveau des bras que du disque central). La face aborale (supérieure) est couverte de plaques, parfois arrangées comme des paxilles. Les papilles respiratoires sont limitées à la face aborale. Les pédicellaires sont bivalves, et les gonades se trouvent aux interradius.
De très nombreuses espèces, notamment abyssales (mais pas toutes, comme celles du genre Tosia), sont très aplaties et de forme pentagonale : celles-ci sont souvent appelées « étoiles biscuits ».
Attention toutefois, il existe d'autres « étoiles-biscuits » qui ne font pas partie de cette famille, comme Eurygonias hylacanthus ou les jeunes Culcita.
De nombreuses espèces de cette famille sont abyssales, mais certaines peuvent vivre à des profondeurs de baignade (notamment dans l'Indo-Pacifique). Les nombreuses espèces adoptent des régimes assez variés, avec notamment des espèces abyssales corallivores, spongivores, détritivores ou sédimentivores, constituant l'un des principaux groupes de prédateurs benthiques abyssaux.

## Taxinomie
Il s'agit de la famille d'étoiles de mer qui contient le plus d'espèces, avec plus de 292 espèces réparties dans plus de 70 genres, et répandues des littoraux tropicaux aux abysses, dans tous les océans. Cependant, la répartition est très inégale et la moitié des genres sont monospécifiques.
Les clefs d'identification pour distinguer les différents genres comprennent notamment la présence de paxilles, de granules, de dents, de piquants, ou encore la forme des plaques marginales.
Les relations entre cette famille et celle des Ophidiasteridae sont complexes, et les recherches ont donné lieu à plusieurs déplacements majeurs en 2017, avec la création de la sous-famille Ferdininae Mah 2017. Plusieurs autres genres ont été importés depuis la famille des Oreasteridae en 2018, comme Goniodiscaster en 2018.

### Liste des genres
Selon World Register of Marine Species (20 janvier 2024) :
- genre Ahuastra Mah, 2024 -- 2 espèces
- genre Alloceramaster Mah, 2025  -- 5 espèces
- genre Anthenoides Perrier, 1881 -- 10 espèces
- genre Apollonaster Halpern, 1970 -- 2 espèce
- genre Astroceramus Fisher, 1906 -- 9 espèces
- genre Astropatricia McKnight, 2006 -- 1 espèce
- genre Atelorias Fisher, 1911 -- 1 espèce
- genre Bathyceramaster Mah, 2016 -- 6 espèces
- genre Calliaster Gray, 1840 -- 12 espèces
- genre Calliderma Gray, 1847 -- 1 espèce
- genre Ceramaster Verrill, 1899 -- 16 espèces
- genre Chitonaster Sladen, 1889 -- 4 espèces
- genre Churaumiastra Mah, Kogure, Fujita & Higashiji, 2024 -- 1 espèce
- Sous-famille Circeasterinae Mah 2024
  - genre Armaster Mah, 2024 -- 1 espèce
  - genre Atheraster Mah, 2022 -- 2 espèces
  - genre Circeaster Koehler, 1909 -- 9 espèces
  - genre Lydiaster Koehler, 1909 -- 1 espèce
- genre Cladaster Verrill, 1899 -- 4 espèces
- genre Diplasiaster Halpern, 1970 -- 1 espèce
- genre Enigmaster McKnight & H.E.S. Clark, 1996 -- 1 espèce
- genre Eratosaster Mah, 2011 -- 1 espèce
- Sous-famille Ferdininae Mah 2017
  - genre Bathyferdina Mah 2017 -- 1 espèce
  - genre Eosaster Mah, 2017 -- 1 espèce
  - genre Ferdina Gray, 1840 -- 3 espèces
  - genre Kanakaster Mah, 2017 -- 6 espèces
  - genre Neoferdina Livingstone, 1931 -- 12 espèces
  - genre Paraferdina James, 1973 -- 3 espèces
- genre Floriaster Downey, 1980 -- 1 espèce
- genre Fromia Gray, 1840 -- 16 espèces
- genre Gigantaster Döderlein, 1924 -- 1 espèce
- genre Glyphodiscus Fisher, 1917 -- 3 espèces
- genre Goniaster L. Agassiz, 1836 -- 1 espèce
- genre Goniodiscaster H.L. Clark, 1909 -- 14 espèces
- Sous-famille Hippasterinae
  - genre Evoplosoma Fisher, 1906 -- 9 espèces
  - genre Gilbertaster Fisher, 1906 -- 2 espèces
  - genre Hippasteria Gray, 1840 -- 12 espèces
  - genre Sthenaster Mah, Nizinski & Lundsten, 2010 -- 1 espèce
- genre Iconaster Sladen, 1889 -- 4 espèces
- genre Iphiaster Mah, 2018 -- 1 espèce
- genre Johannaster Koehler, 1909 -- 1 espèce
- genre Kermitaster H.E.S. Clark, 2001 -- 1 espèce
- genre Leioastra Mah, 2018 -- 1 espèce
- genre Lithosoma Fisher, 1911 -- 6 espèces
- genre Litonotaster Verrill, 1899 -- 4 espèces
- genre Mariaster A.H. Clark, 1916 -- 1 espèce
- genre Mediaster Stimpson, 1857 -- 17 espèces
- genre Milteliphaster Alcock, 1893 -- 2 espèces
- genre Nectria Gray, 1840 -- 8 espèces
- genre Notioceramus Fisher, 1940 -- 3 espèces
- genre Nymphaster Sladen, 1889 -- 16 espèces
- genre Ogmaster von Martens, 1865 -- 1 espèce
- genre Okeanosaster Mah, 2022 -- 1 espèce
- genre Peltaster Verrill, 1899 -- 3 espèces
- Sous-famille Pentagonasterinae Perrier
  - genre Akelbaster Mah, 2007 -- 1 espèce
  - genre Anchitosia Mah, 2007 -- 1 espèce
  - genre Eknomiaster HES Clark in HES Clark & D.G. McKnight, 2001 -- 2 espèces
  - genre Pawsonaster Mah, 2007 -- 1 espèce
  - genre Pentagonaster Gray, 1840 -- 4 espèces
  - genre Ryukuaster Mah, 2007 -- 1 espèce
  - genre Toraster A.M. Clark, 1952 -- 1 espèce
  - genre Tosia Gray, 1840 -- 3 espèces
- genre Pergamaster Koehler, 1920 -- 2 espèces
- genre Pillsburiaster Halpern, 1970 -- 7 espèces
- genre Plinthaster Verrill, 1899 -- 5 espèces
- genre Pontioceramus Fisher, 1911 -- 1 espèce
- genre Progoniaster Döderlein, 1924 -- 1 espèce
- genre Pseudoceramaster Jangoux, 1981 -- 5 espèces
- genre Pseudogoniodiscaster Livingstone, 1930 -- 1 espèce
- genre Rosaster Perrier, 1894 -- 11 espèces
- genre Sibogaster Döderlein, 1924 -- 2 espèces
- genre Siraster H.L. Clark, 1915 -- 1 espèce
- genre Sphaeriodiscus Fisher, 1910 -- 7 espèces
- genre Stellaster Gray, 1840 -- 7 espèces
- genre Stellasteropsis Dollfus, 1936 -- 3 espèces
- genre Styphlaster H.L. Clark, 1938 -- 1 espèce
- genre Tessellaster H.L. Clark, 1941 -- 1 espèce
- genre Wallastra Mah, 2018 -- 1 espèce

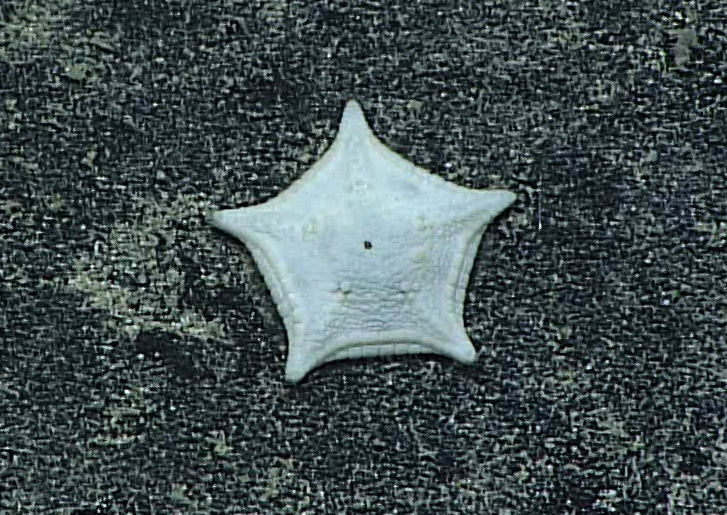
Ahuastra gfoei
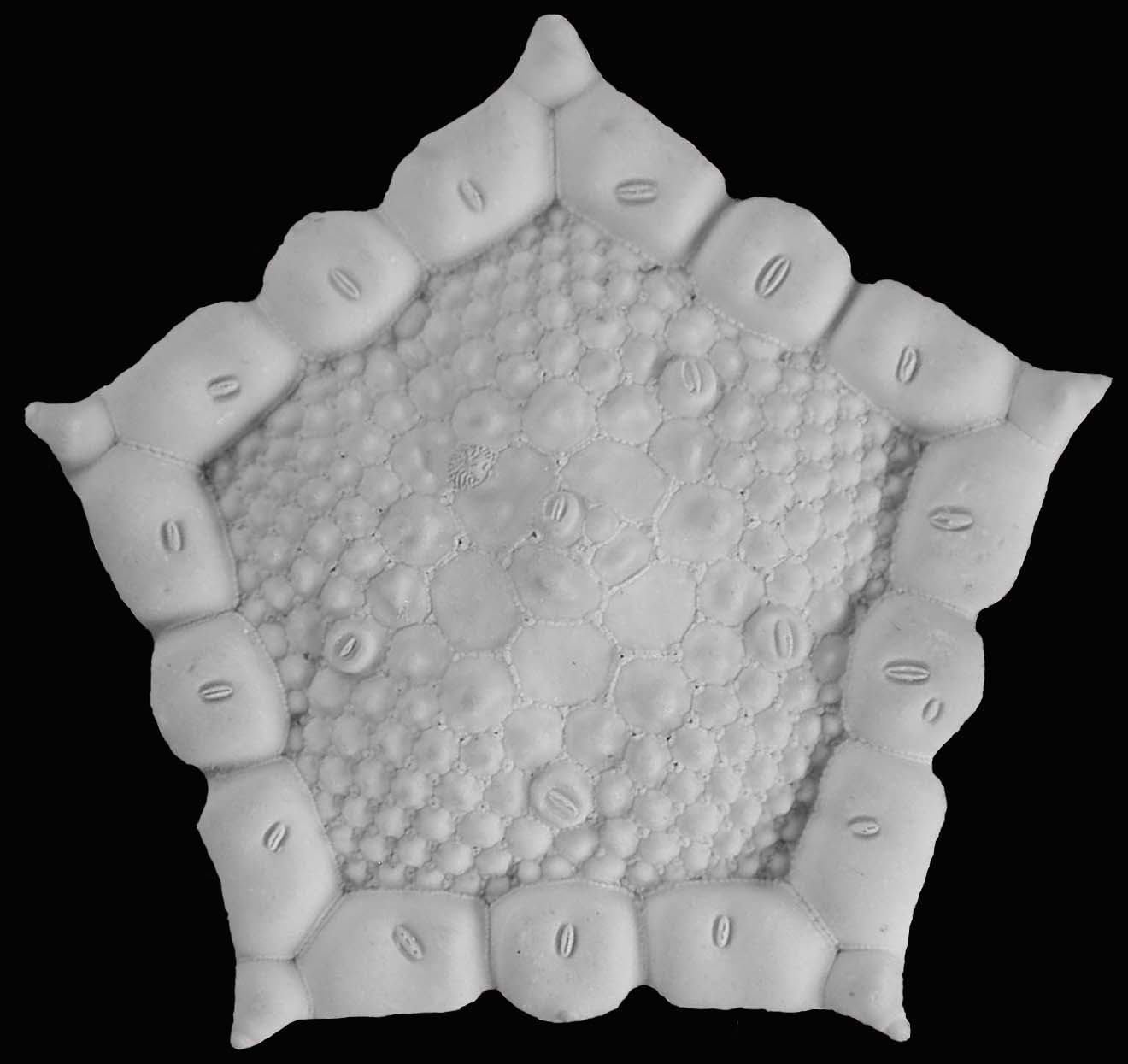
Akelbaster novaecaledoniae
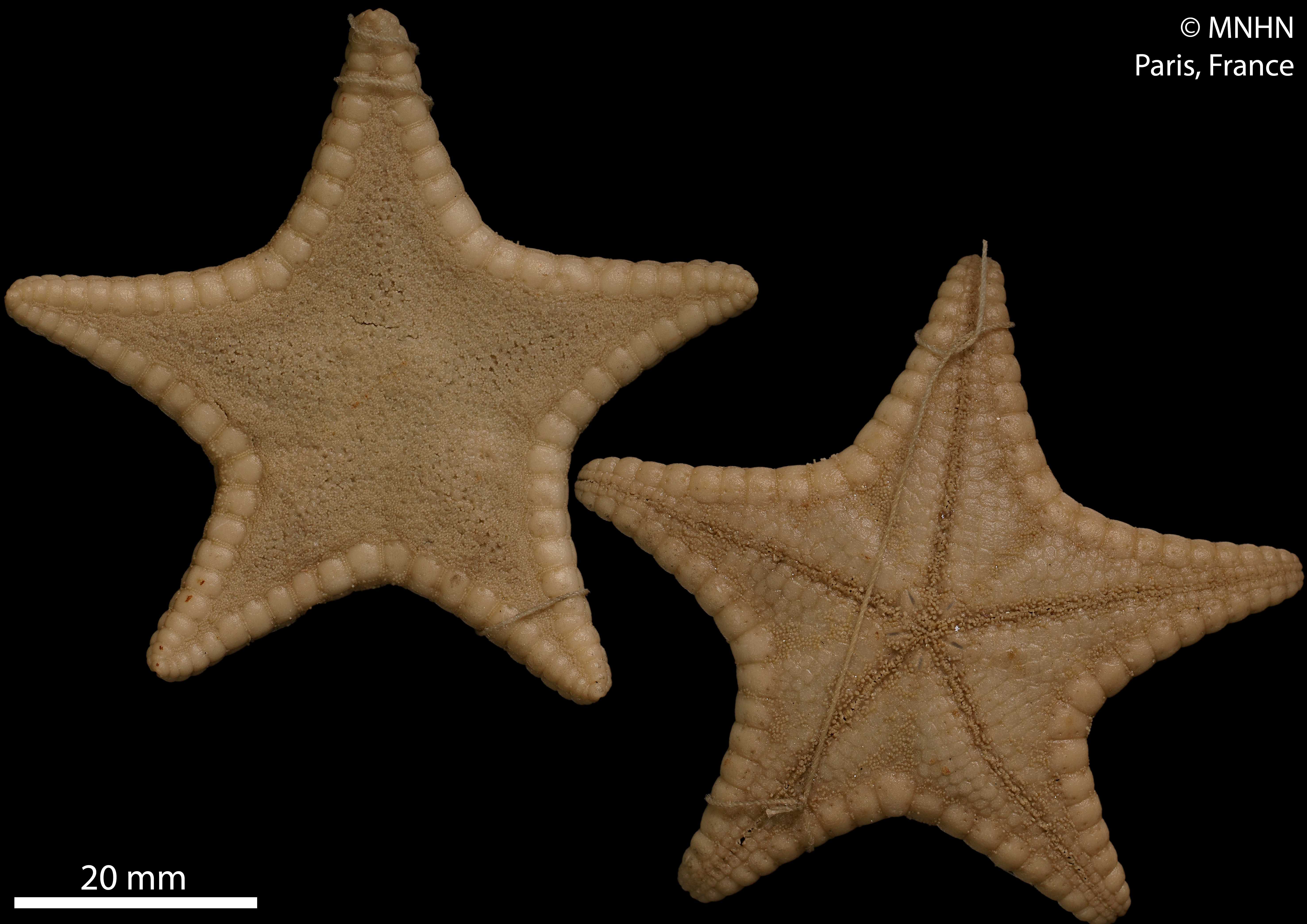
Alloceramaster grenadensis
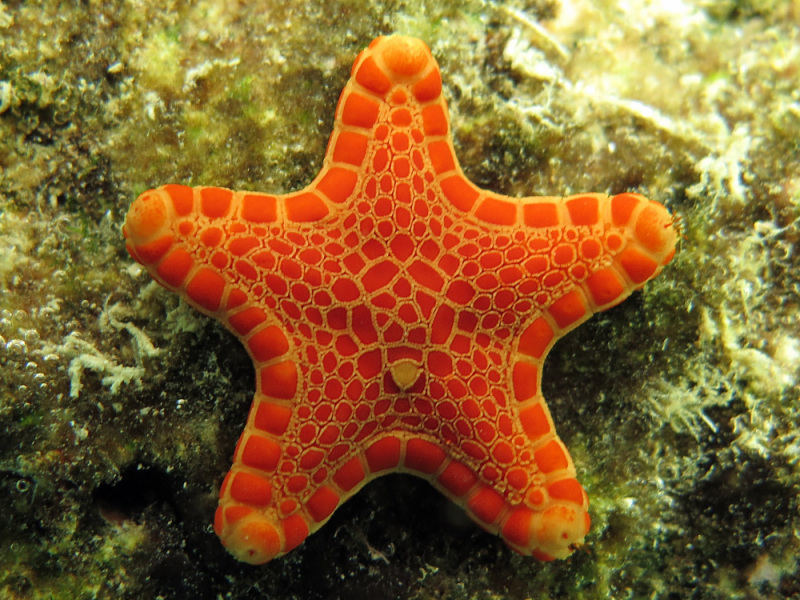
Anchitosia queenslandensis
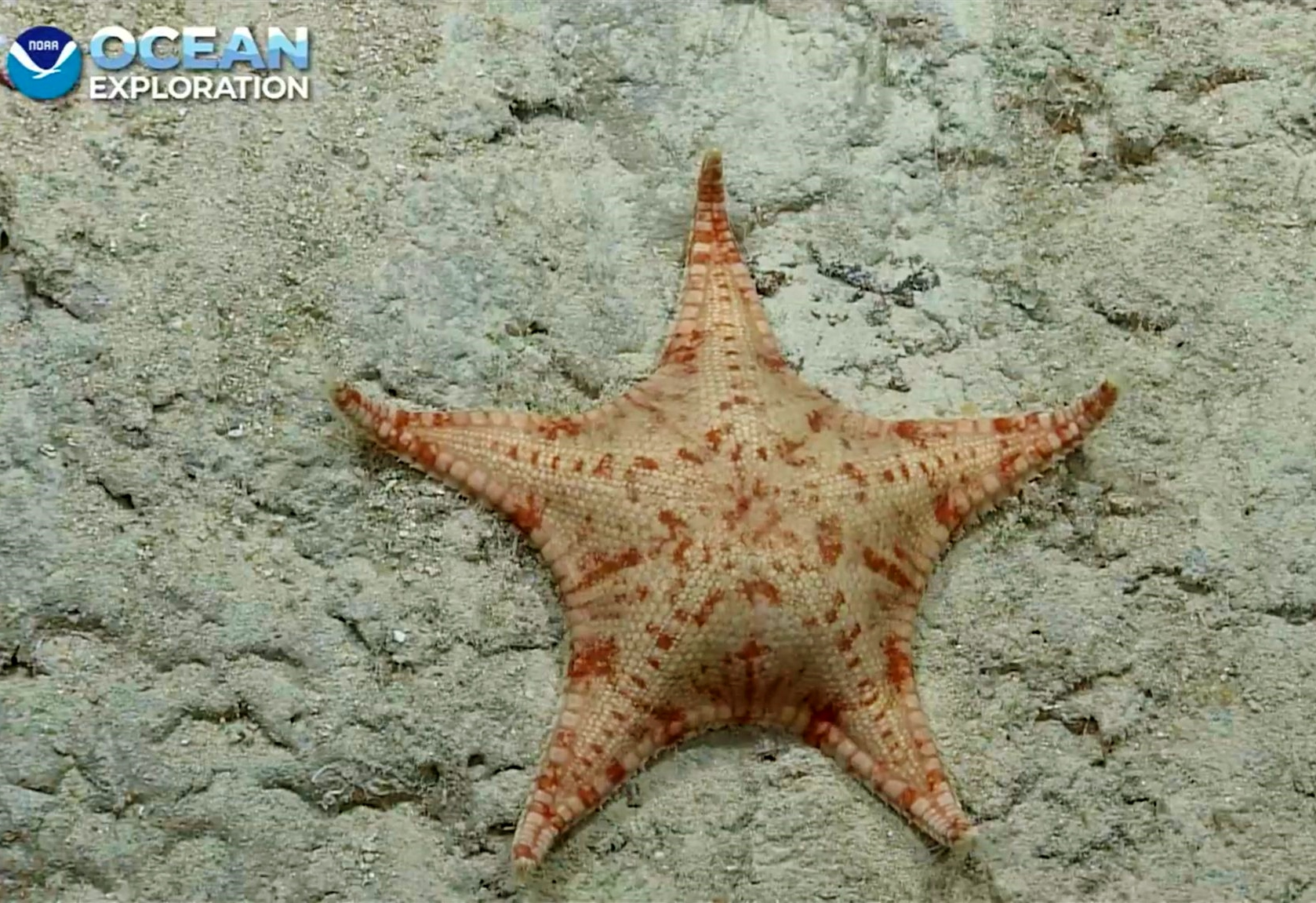
Anthenoides piercei
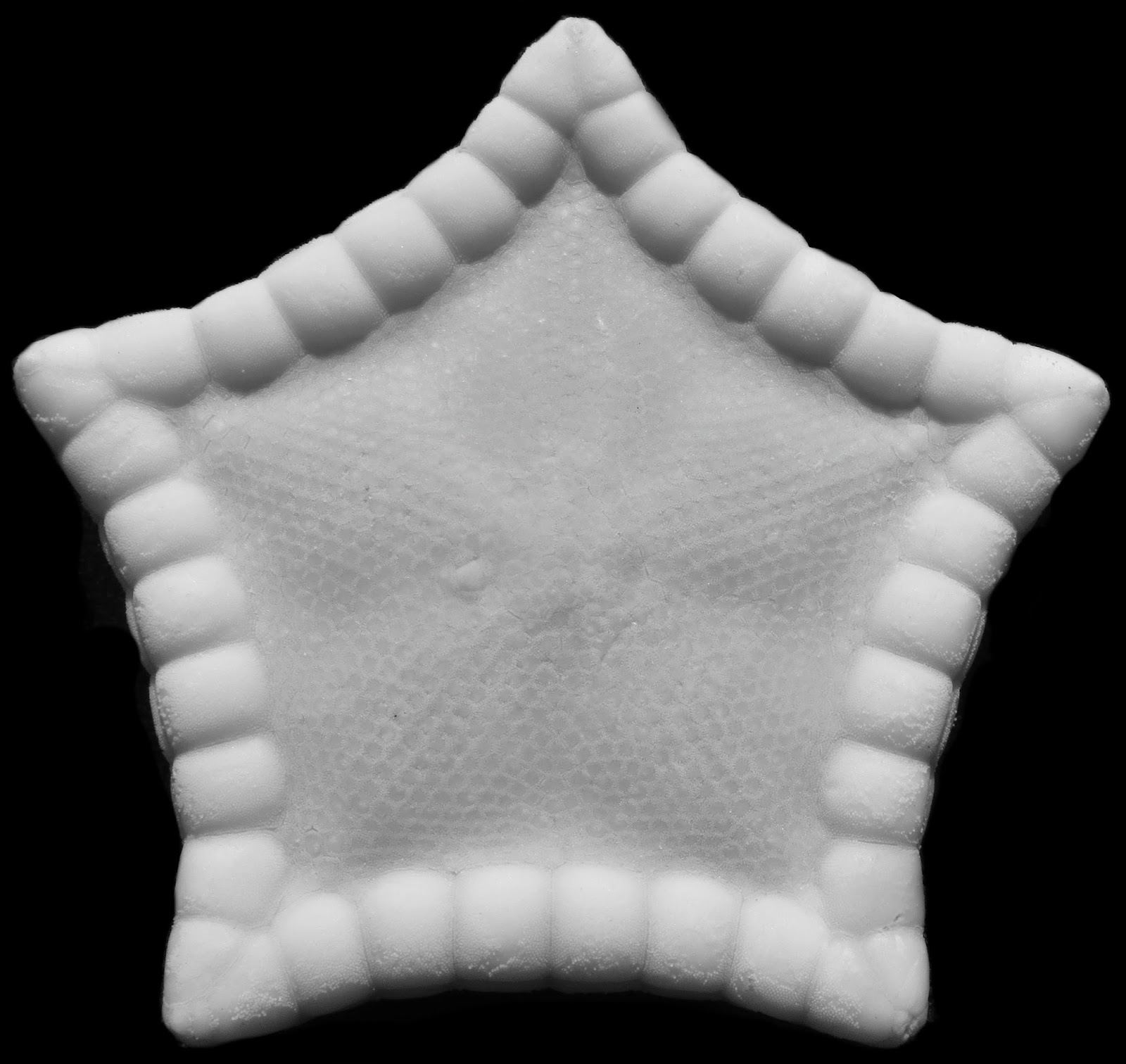
Apollonaster kelleyi
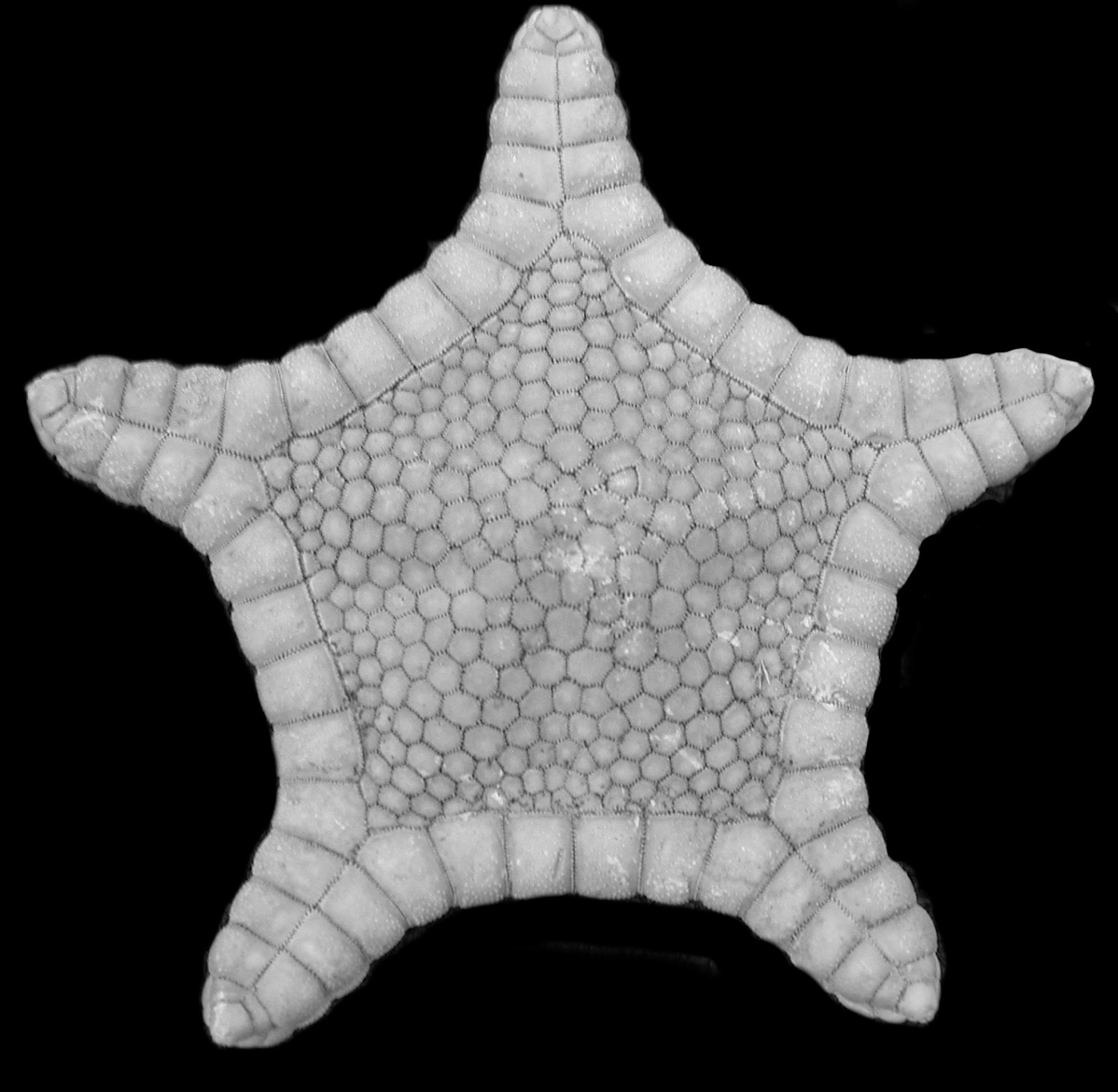
Astroceramus eldredgei
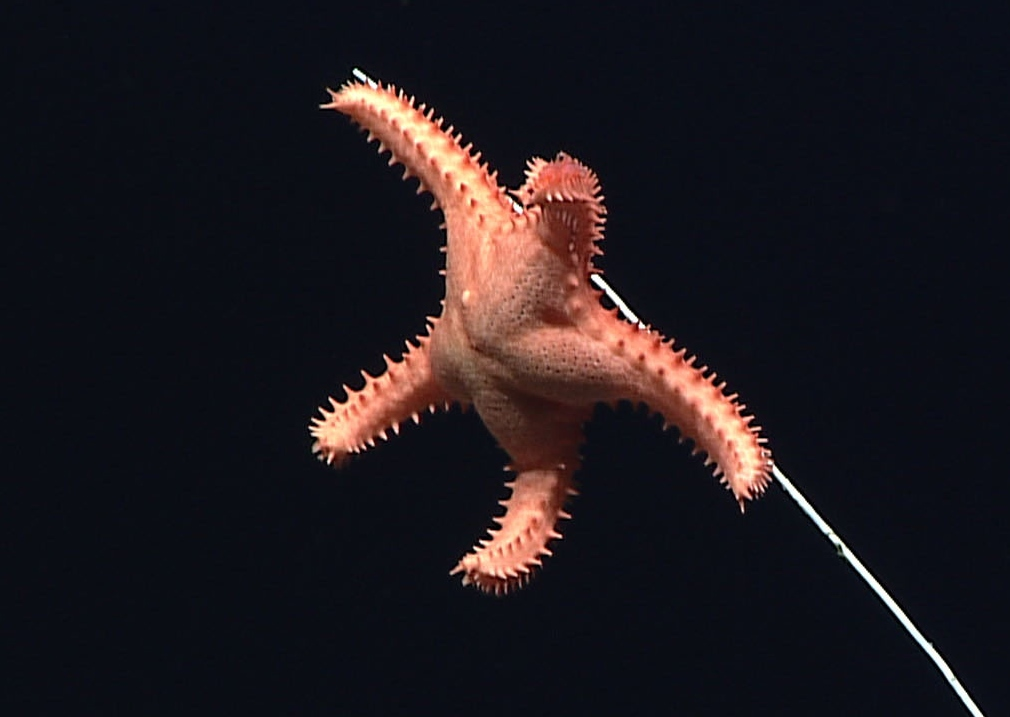
Atheraster symphonium
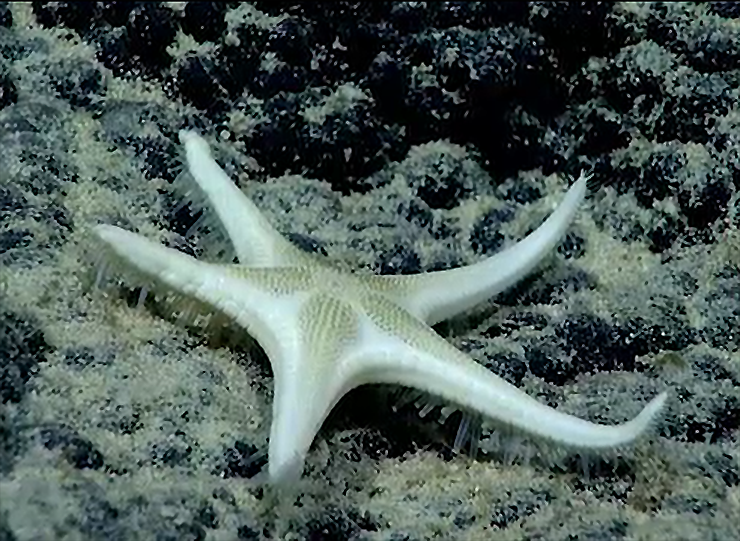
Bathyceramaster inornata
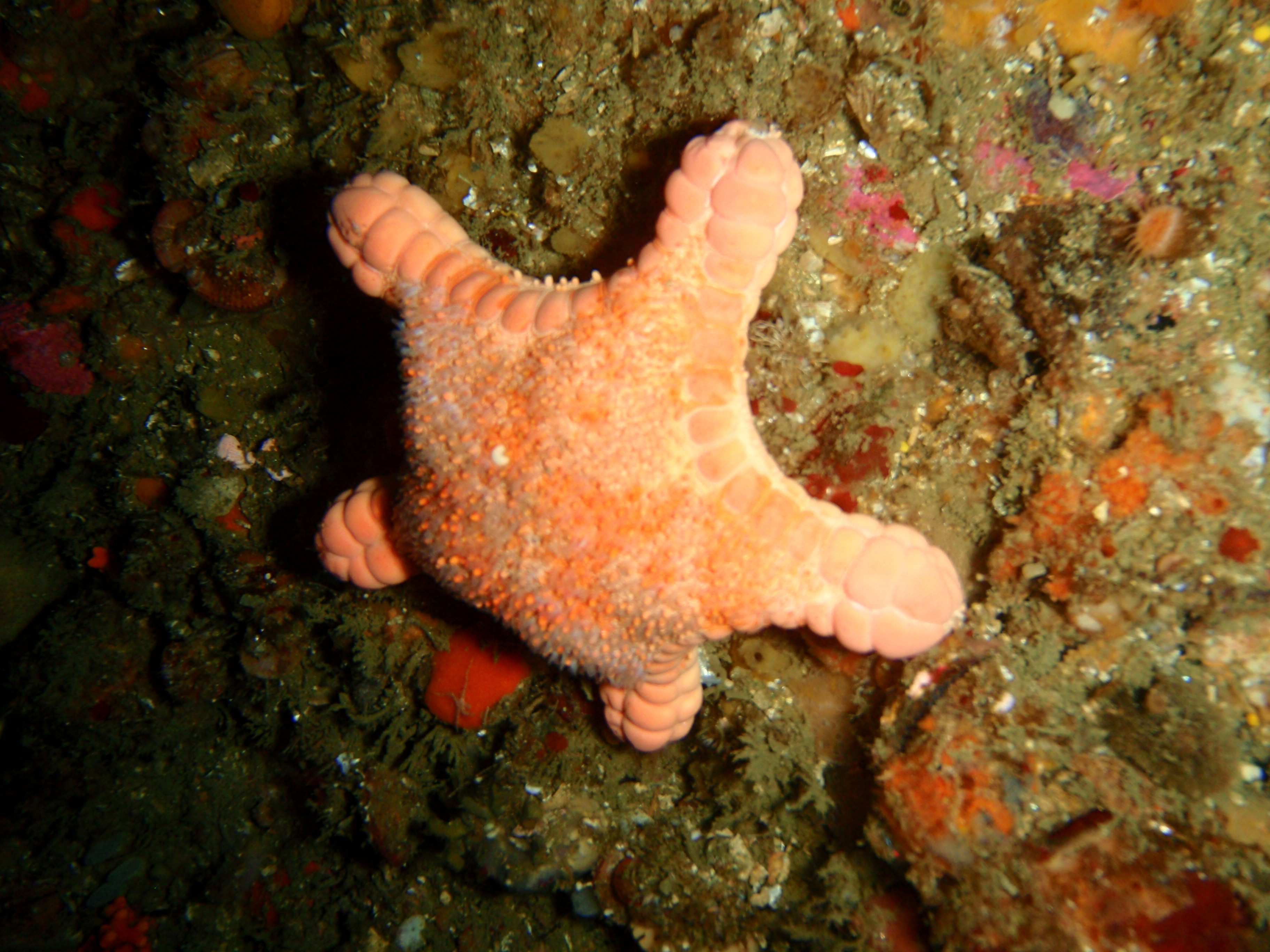
Calliaster baccatus
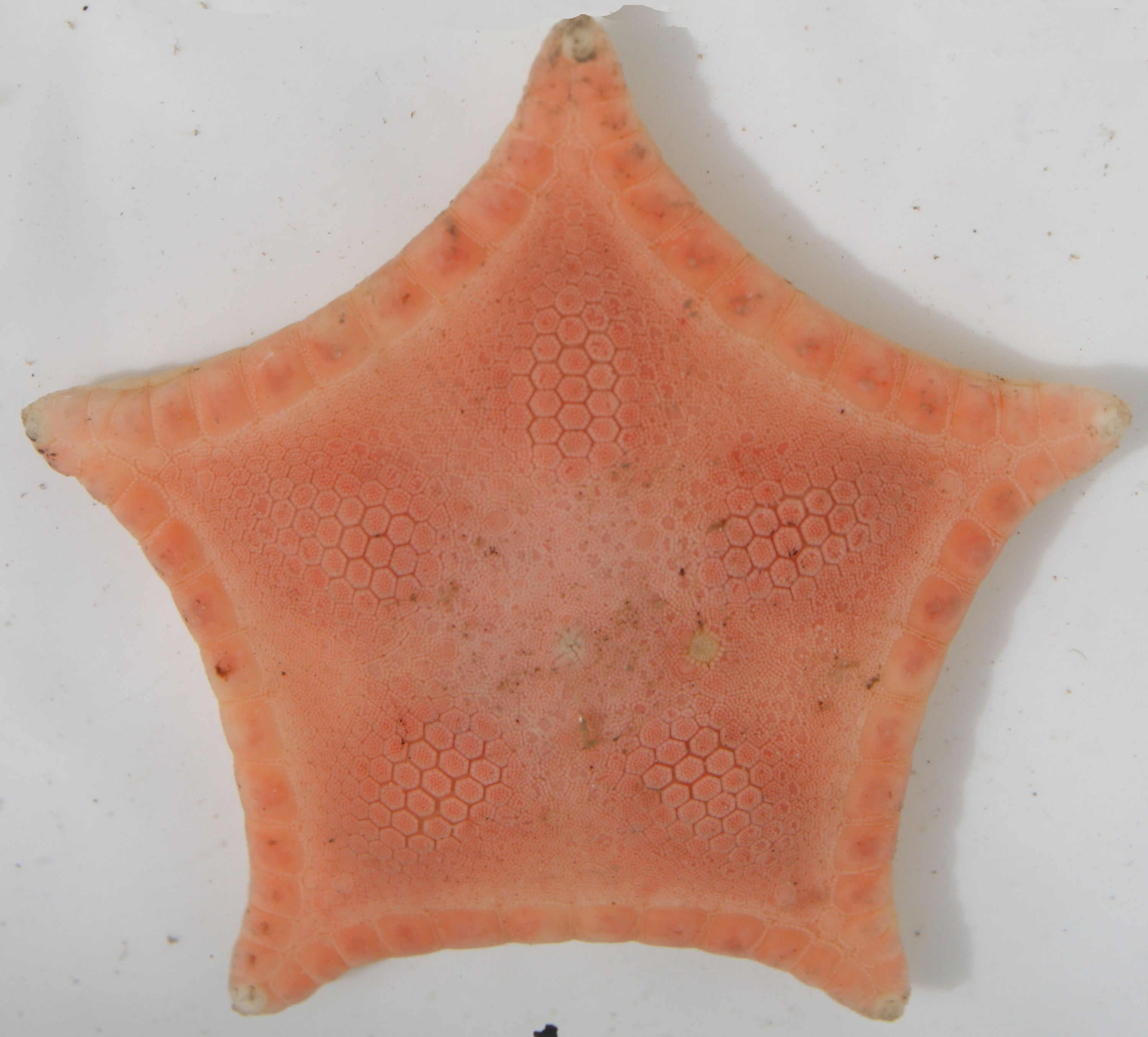
Ceramaster granularis
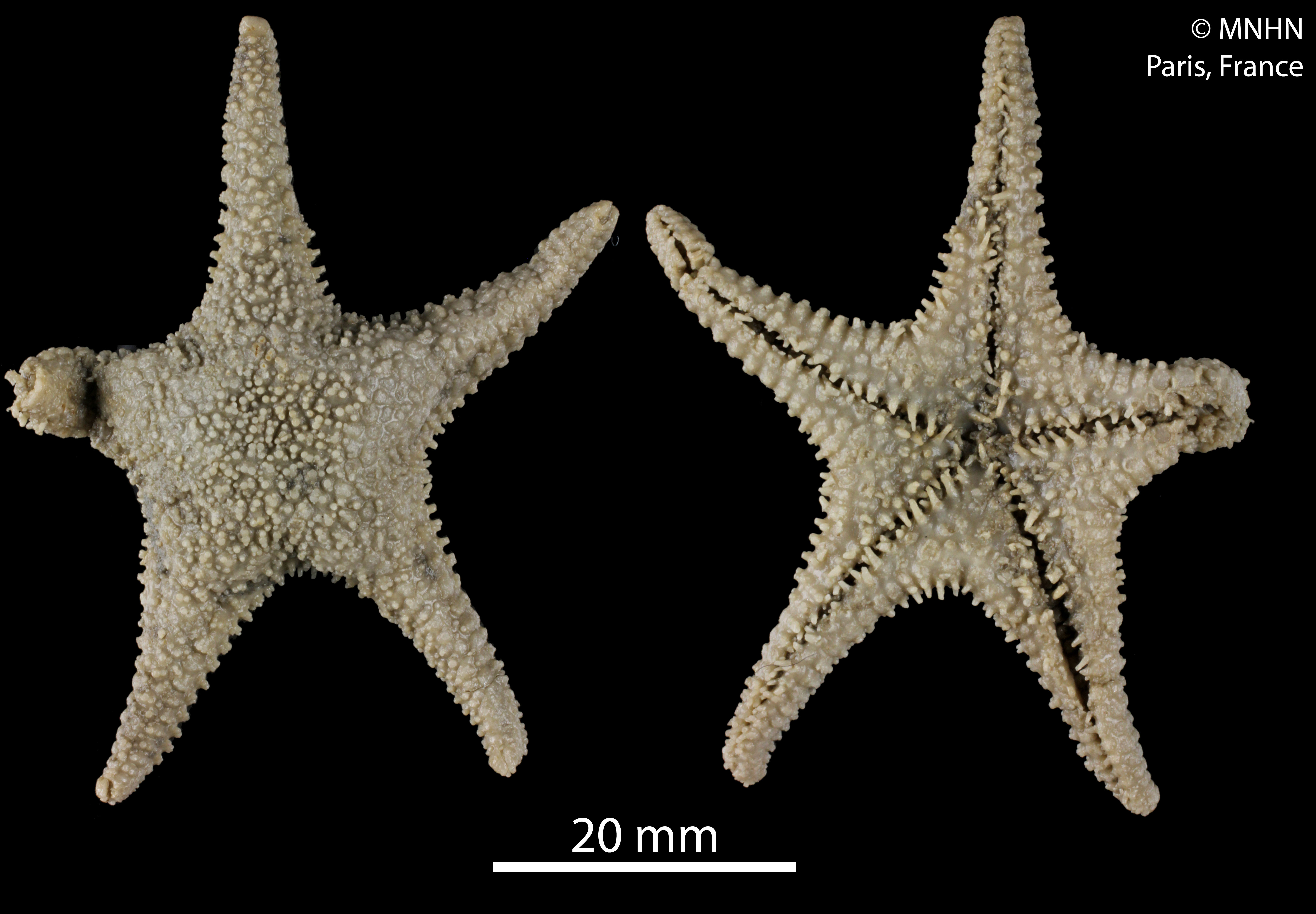
Chitonaster johannae
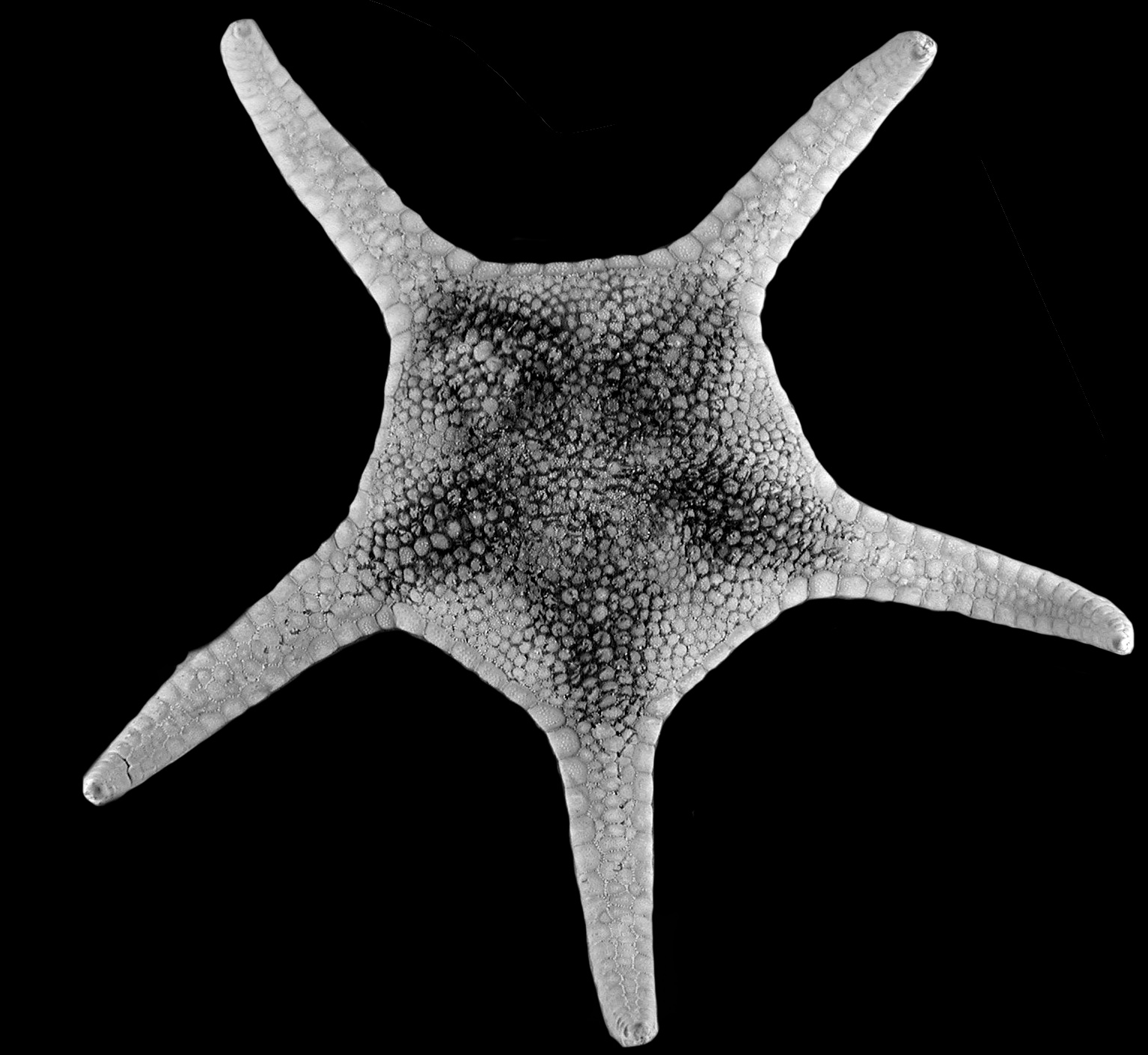
Circeaster sandrae
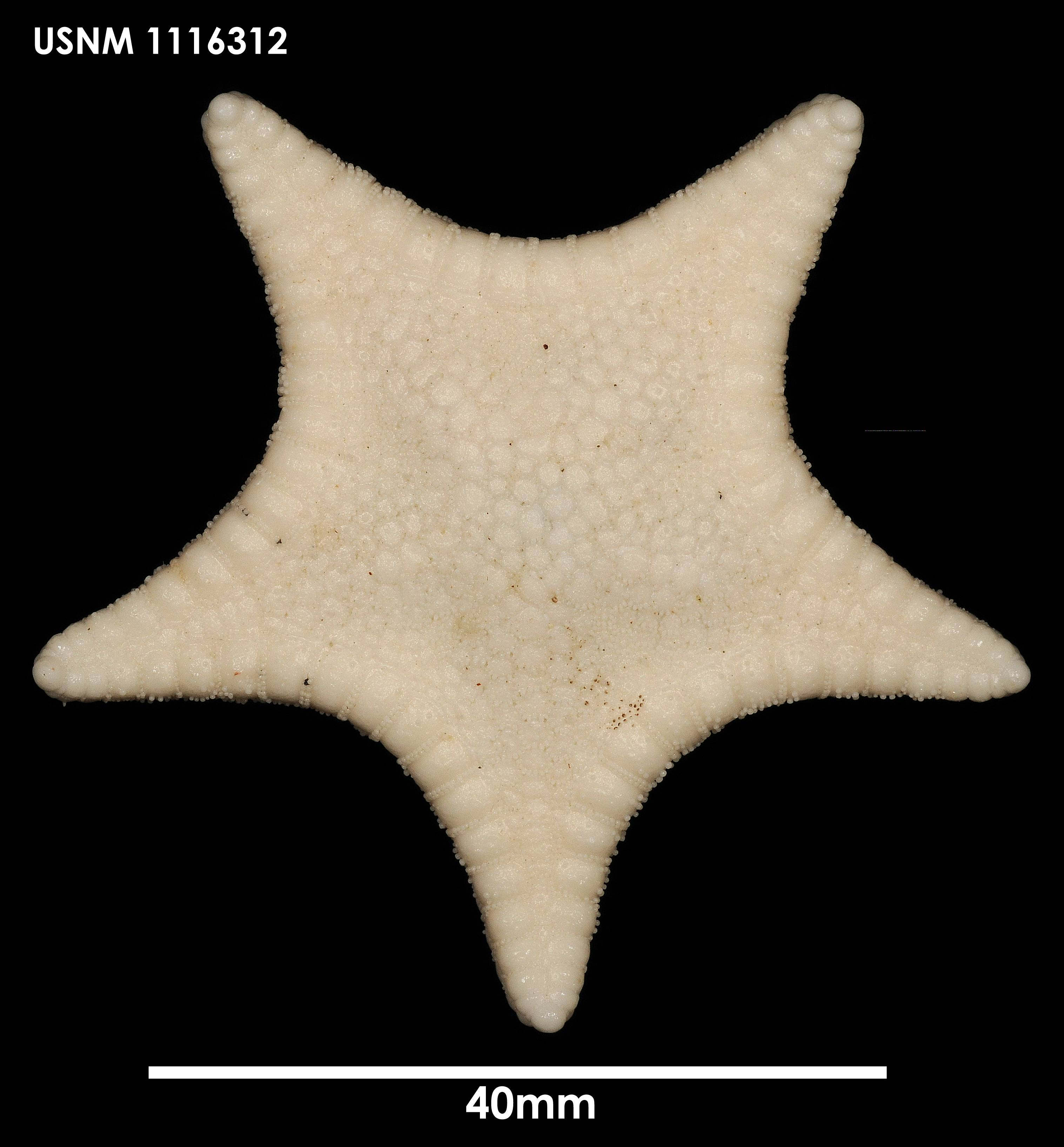
Cladaster analogus
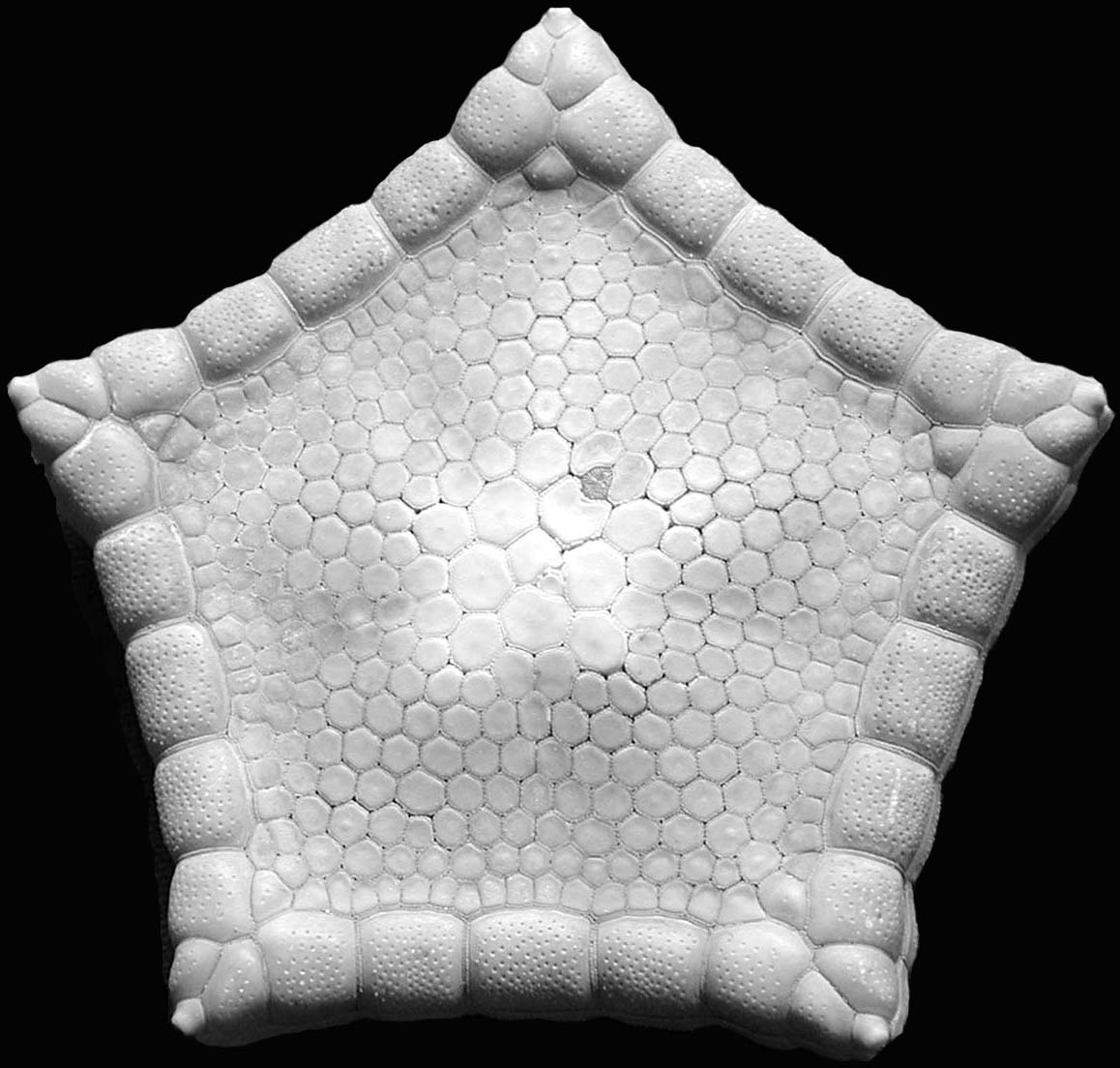
Eknomiaster beccae
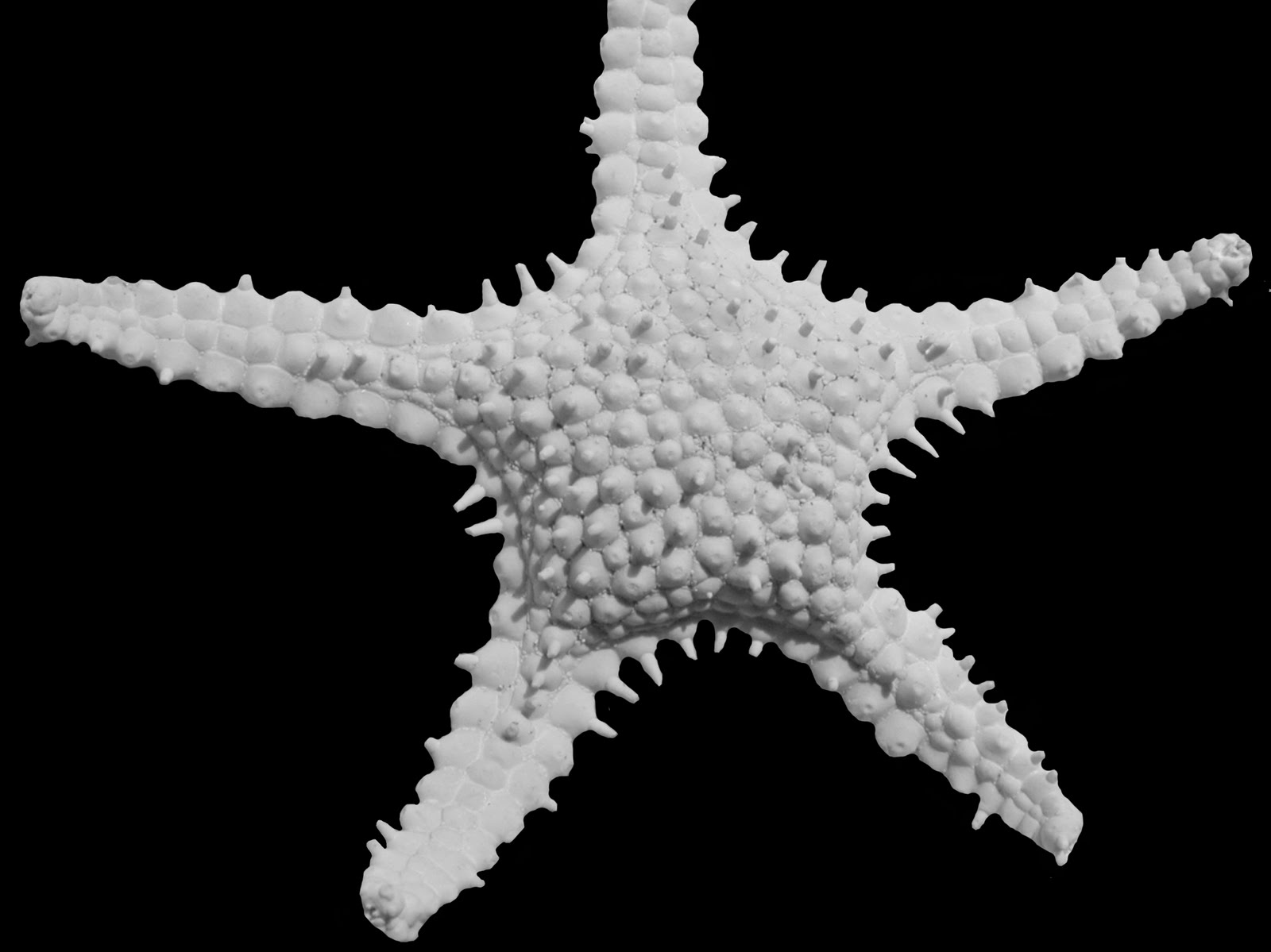
Eratosaster jennae
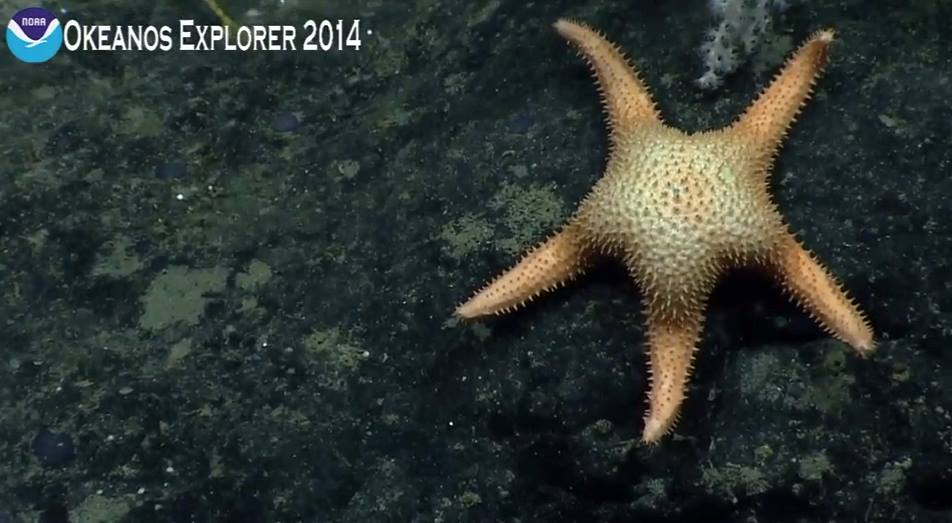
Evoplosoma sp.
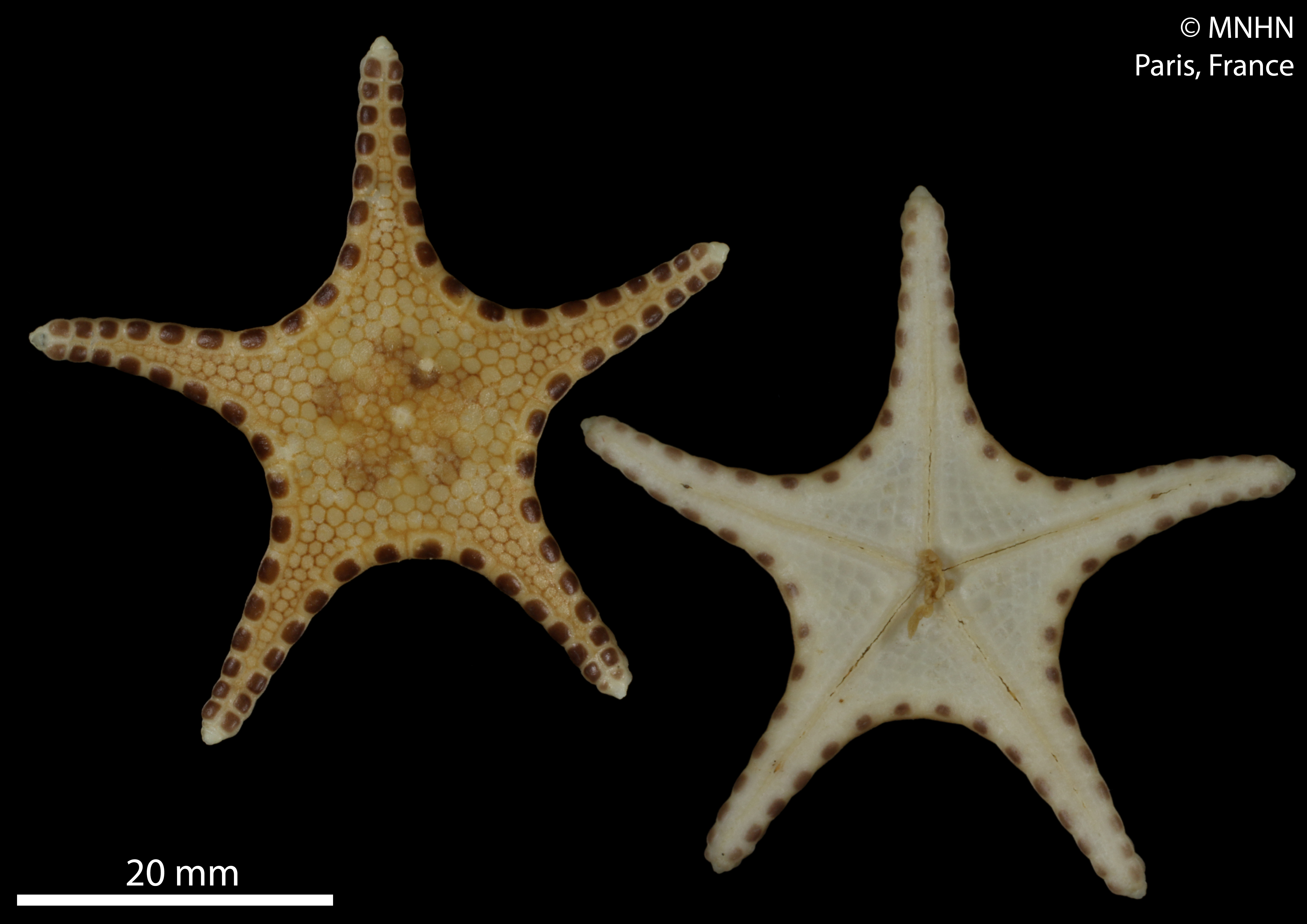
Bathyferdina aireyae
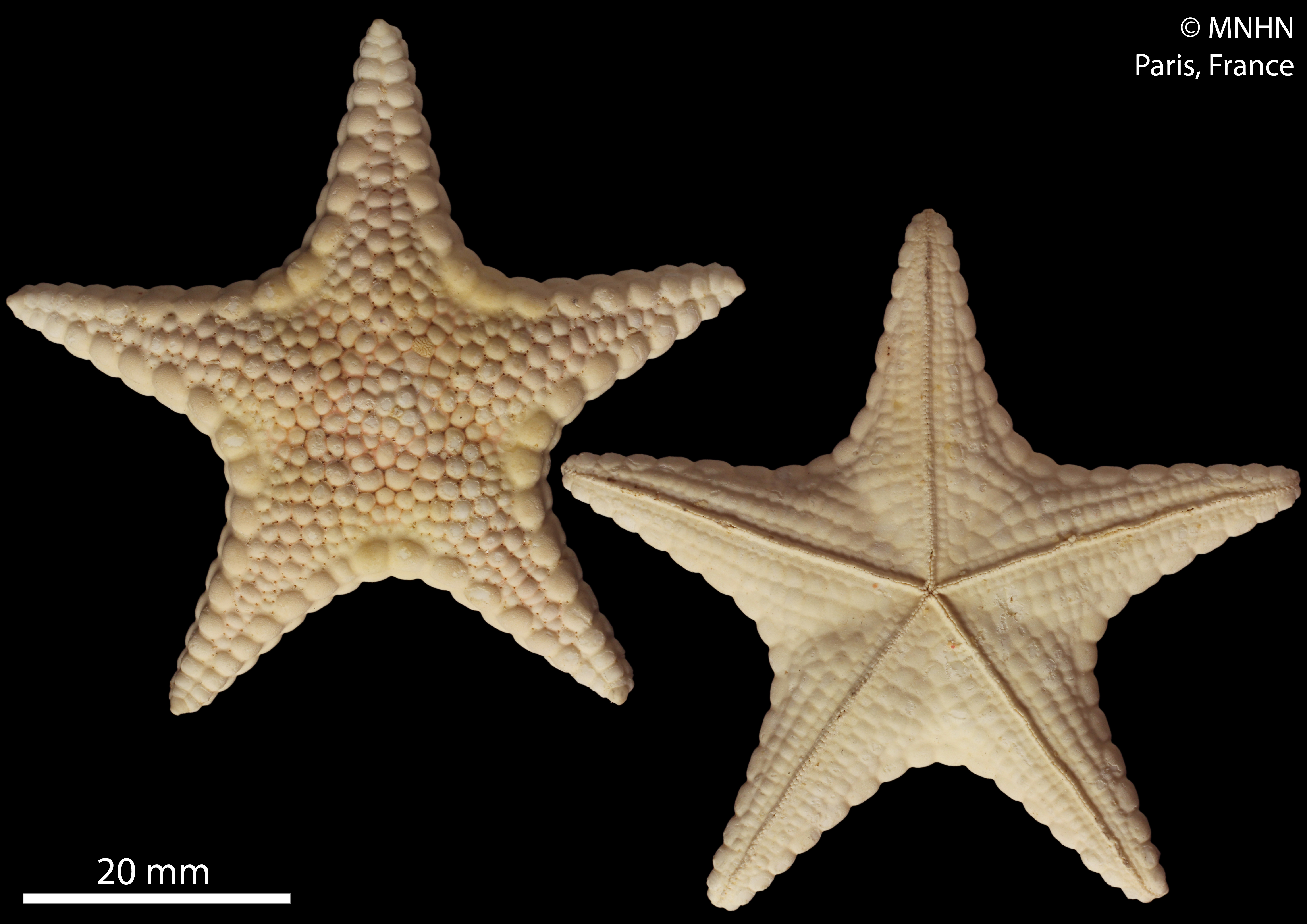
Eosaster nadiae
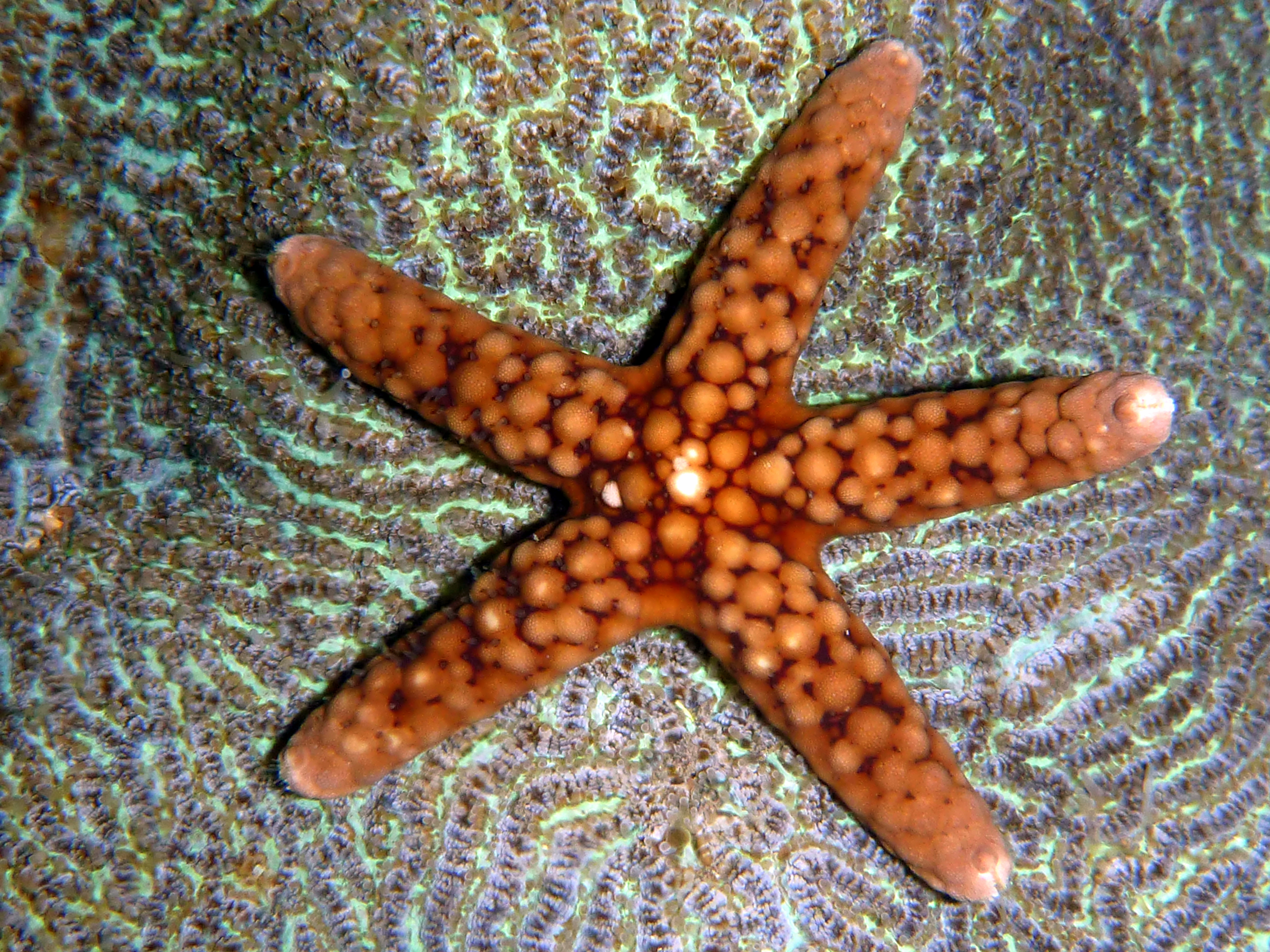
Ferdina flavescens
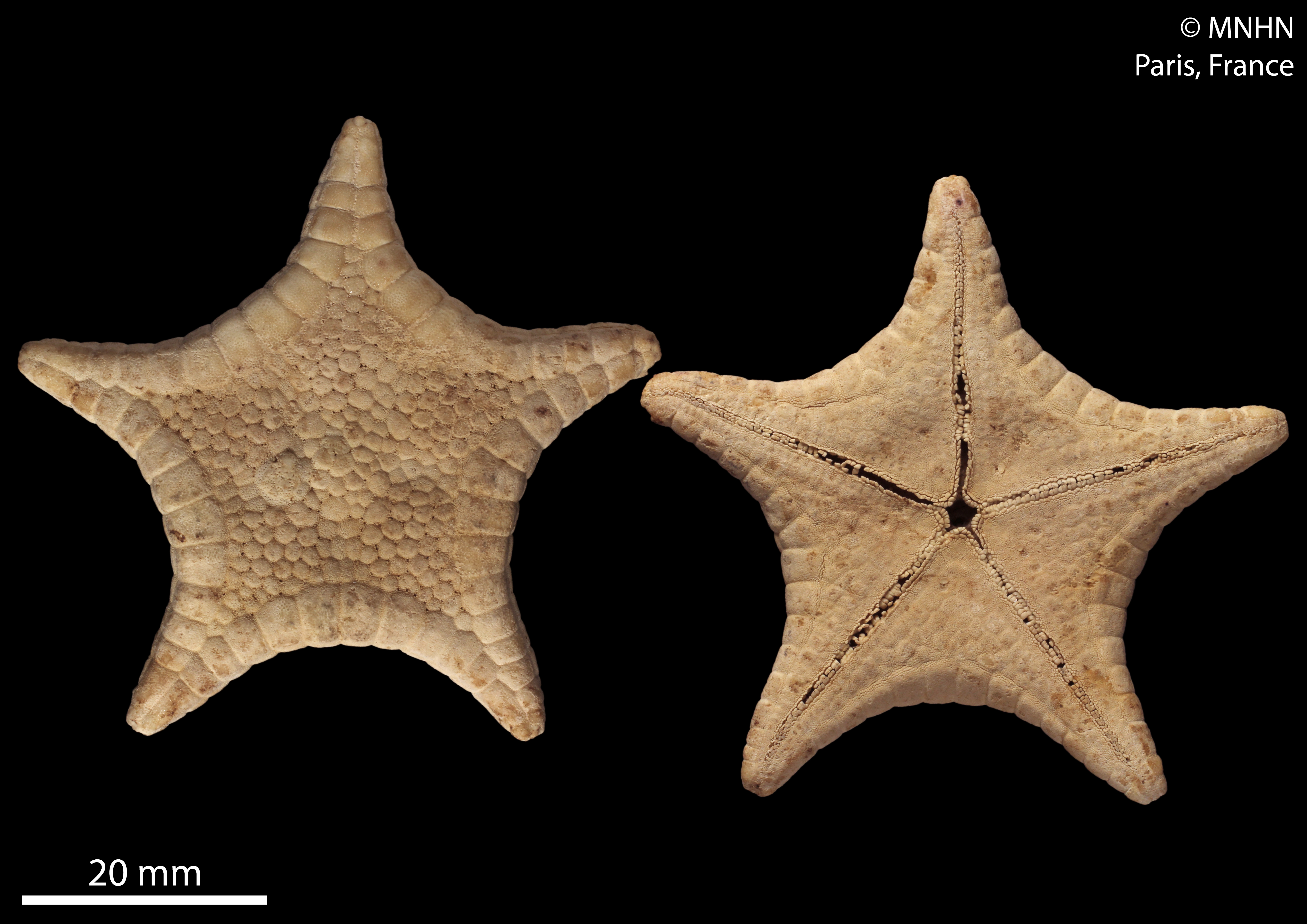
Kanakaster solidus
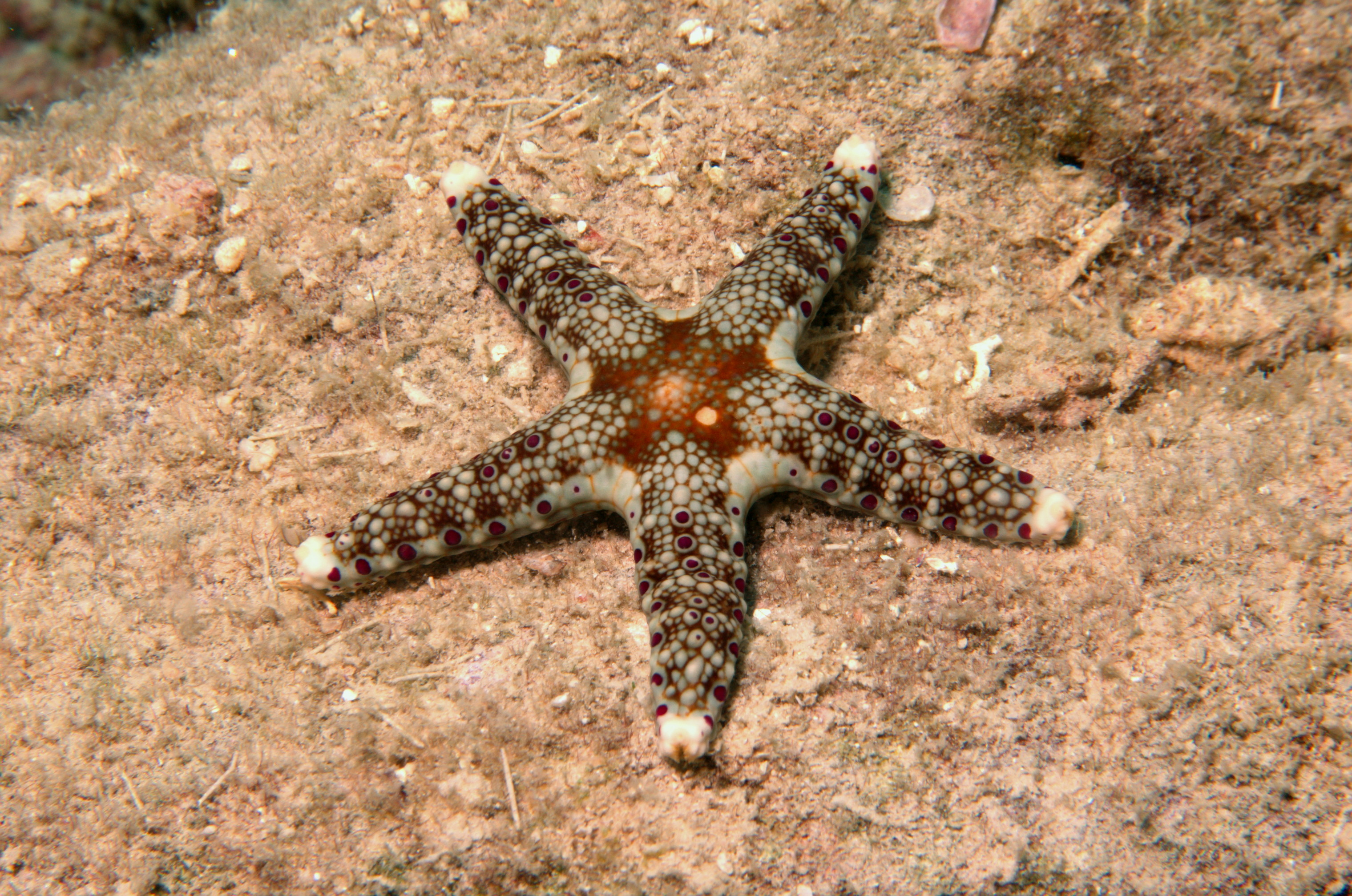
Neoferdina cumingi
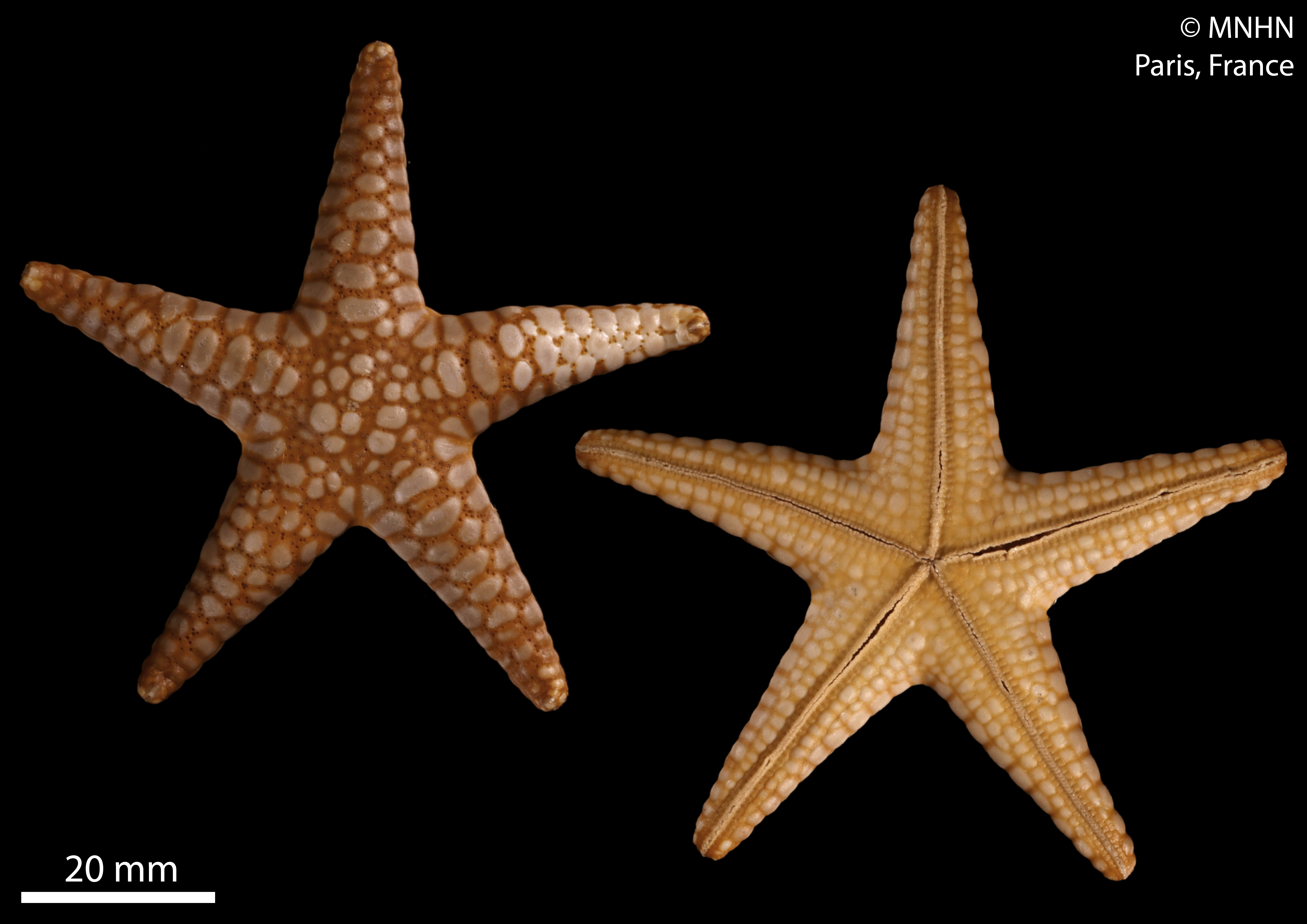
Paraferdina plakos
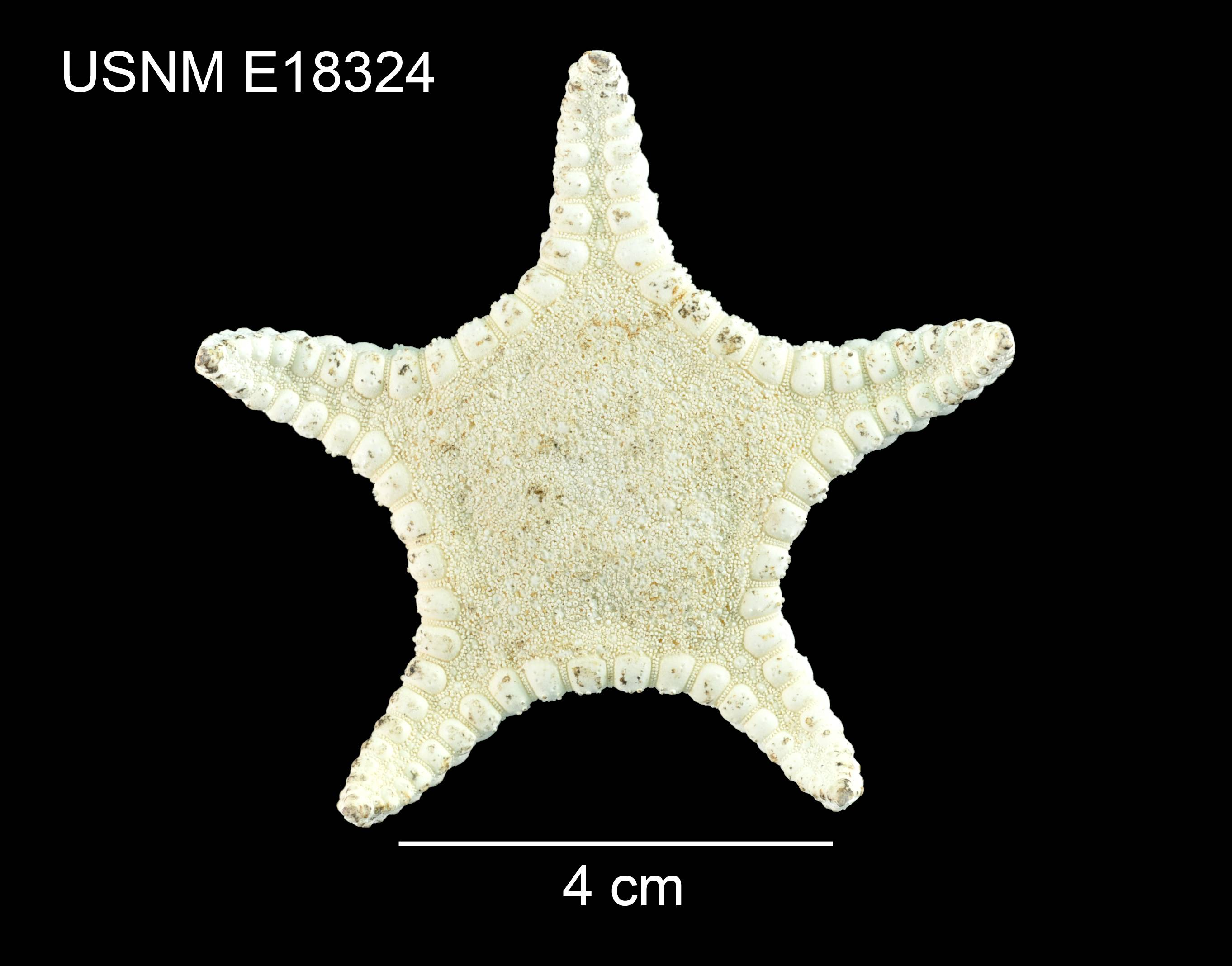
Floriaster maya
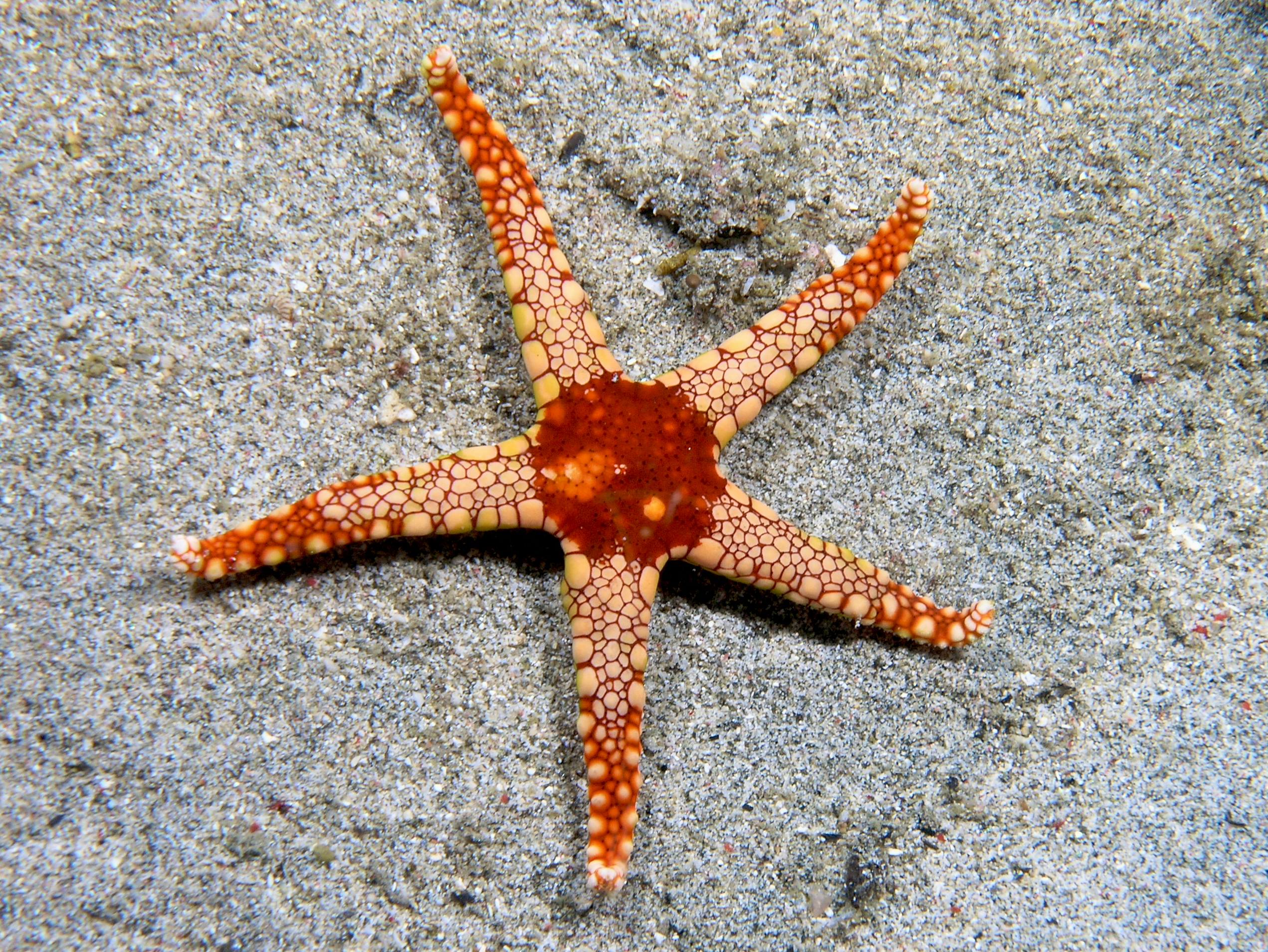
Fromia monilis
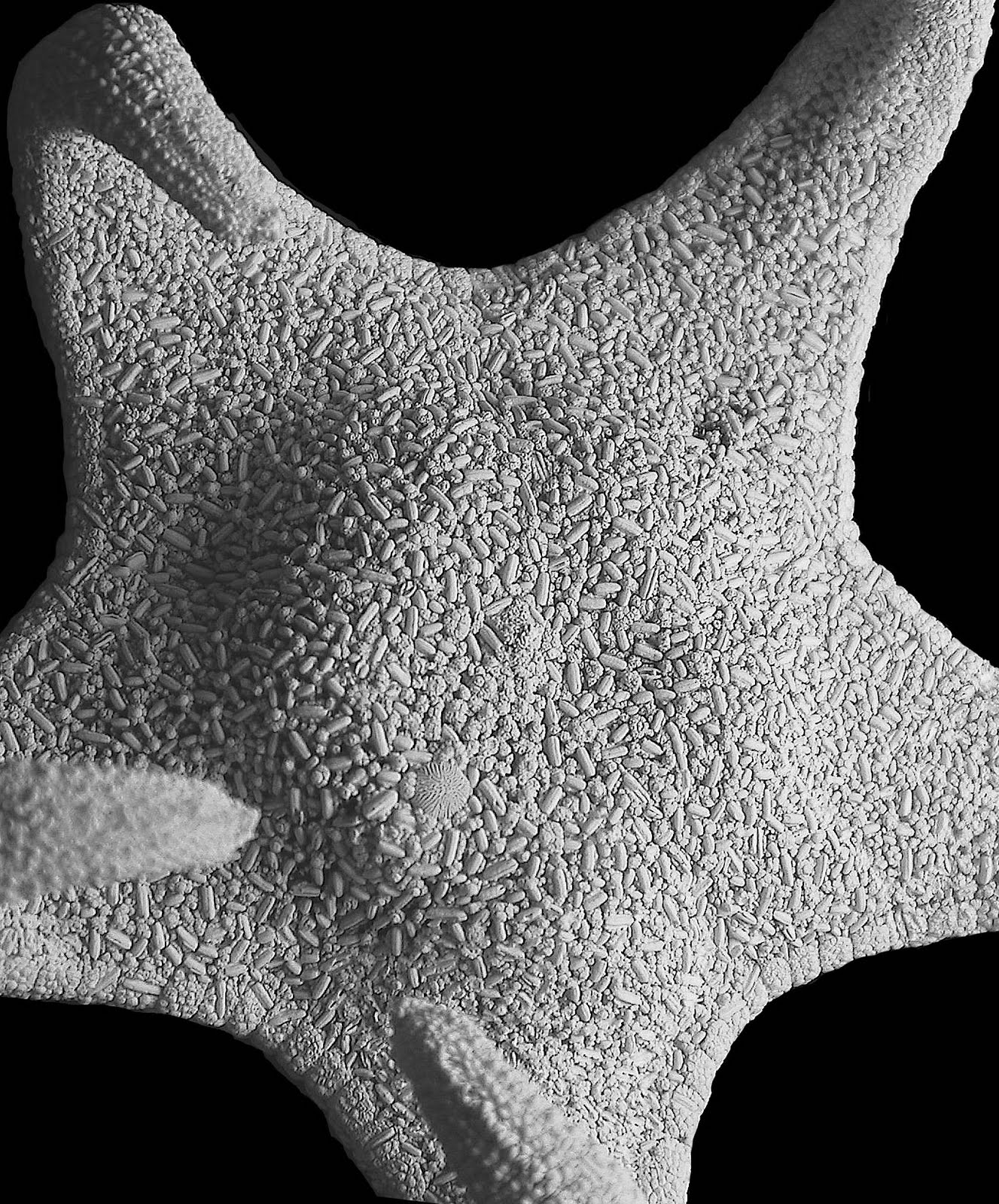
Gilbertaster caribaea
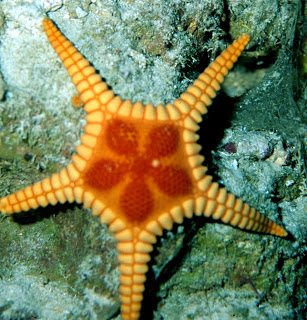
Glyphodiscus magnificus
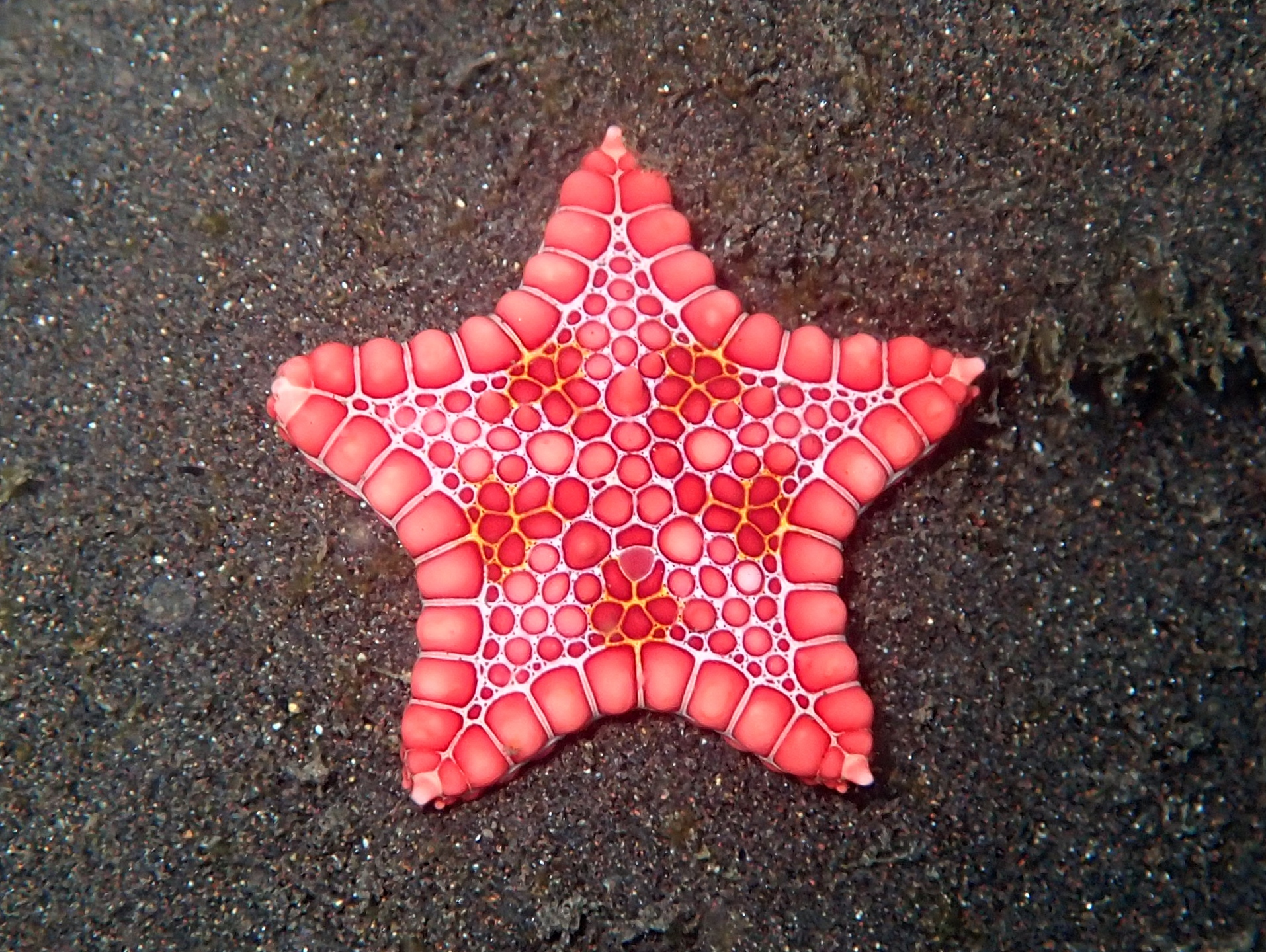
Goniaster tessellatus
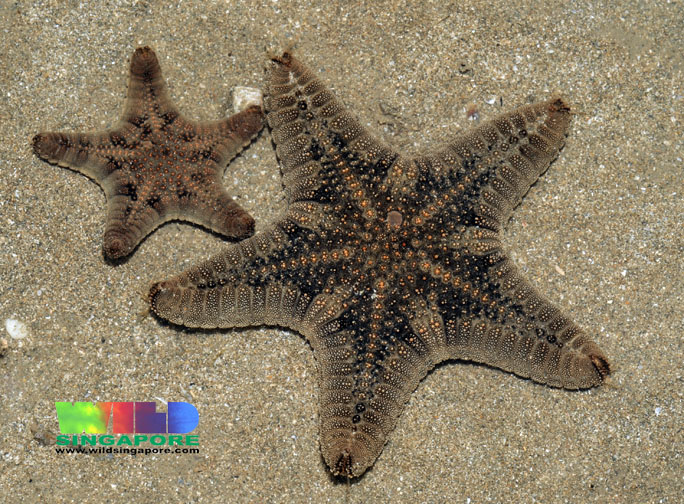
Goniodiscaster scabra
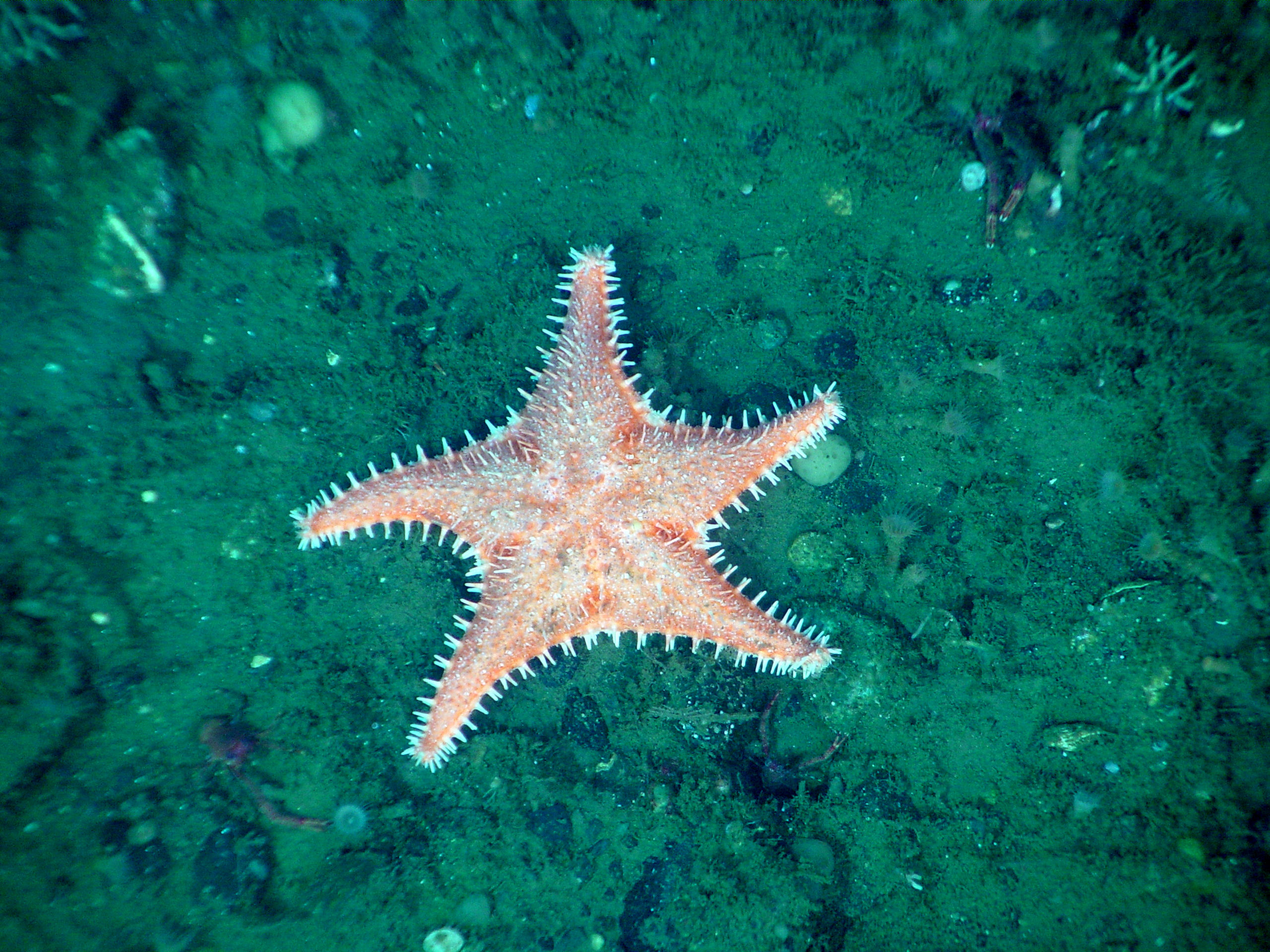
Hippasteria spinosa
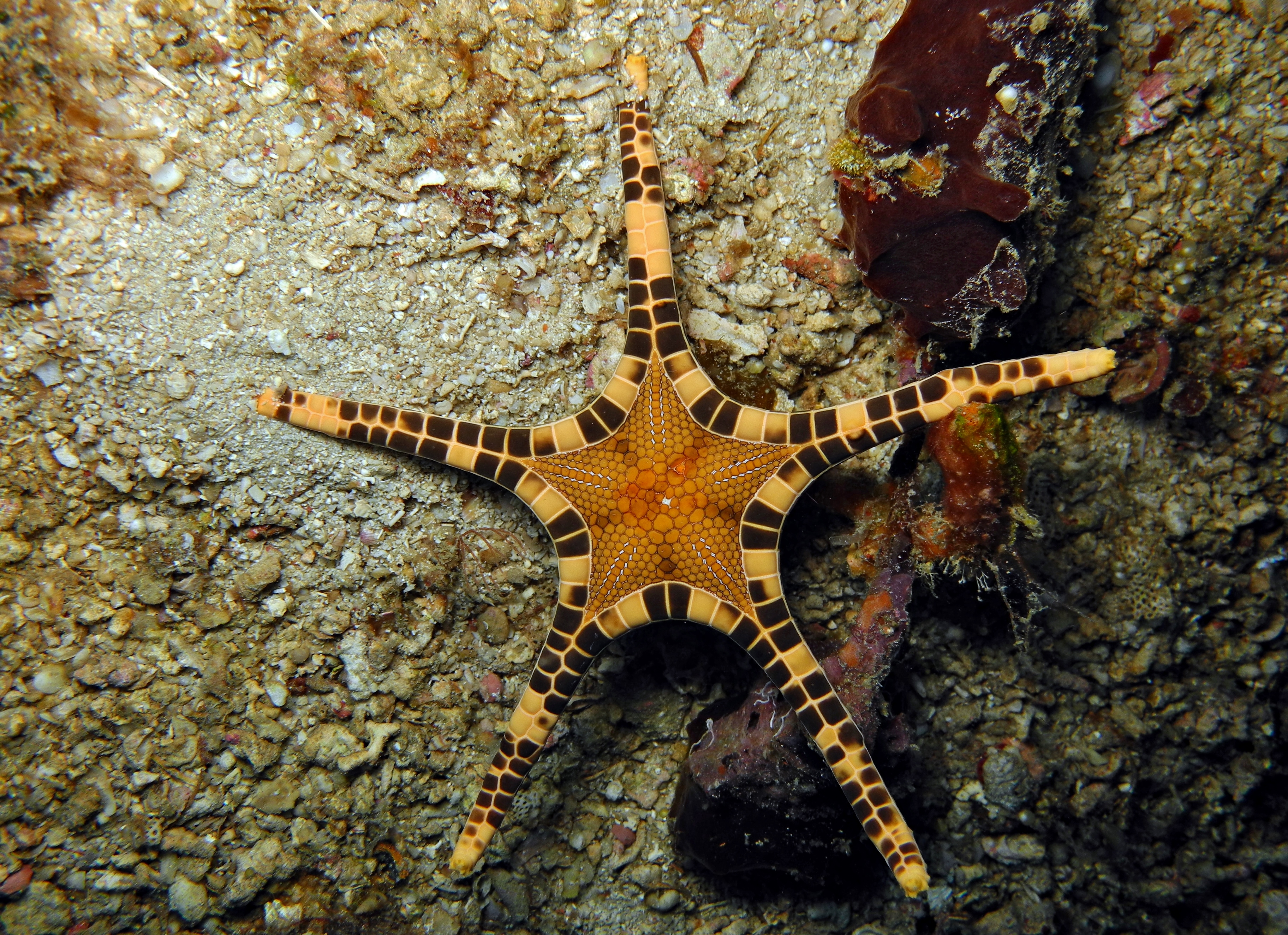
Iconaster longimanus
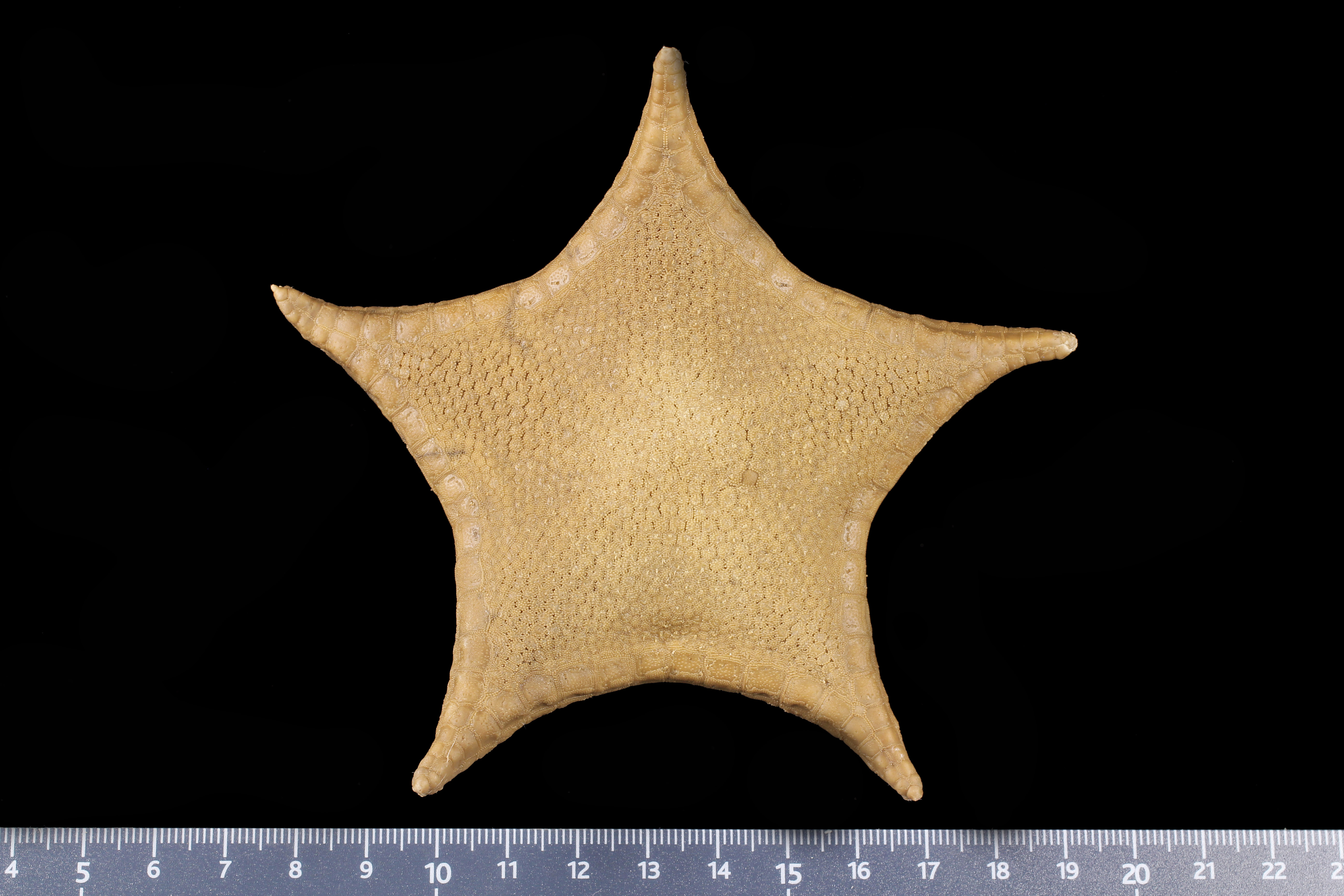
Iphiaster noemieae
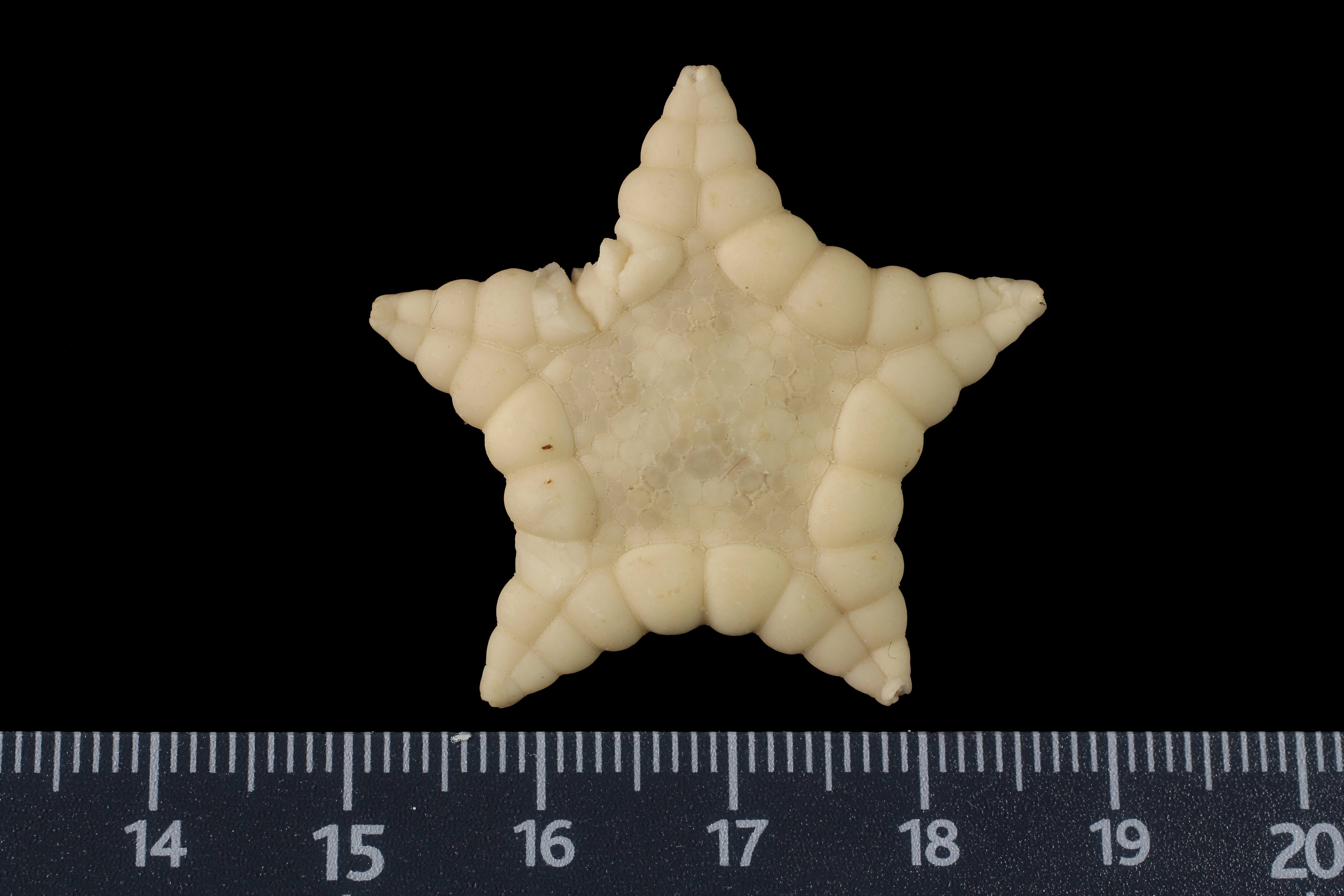
Leioastra triangularis
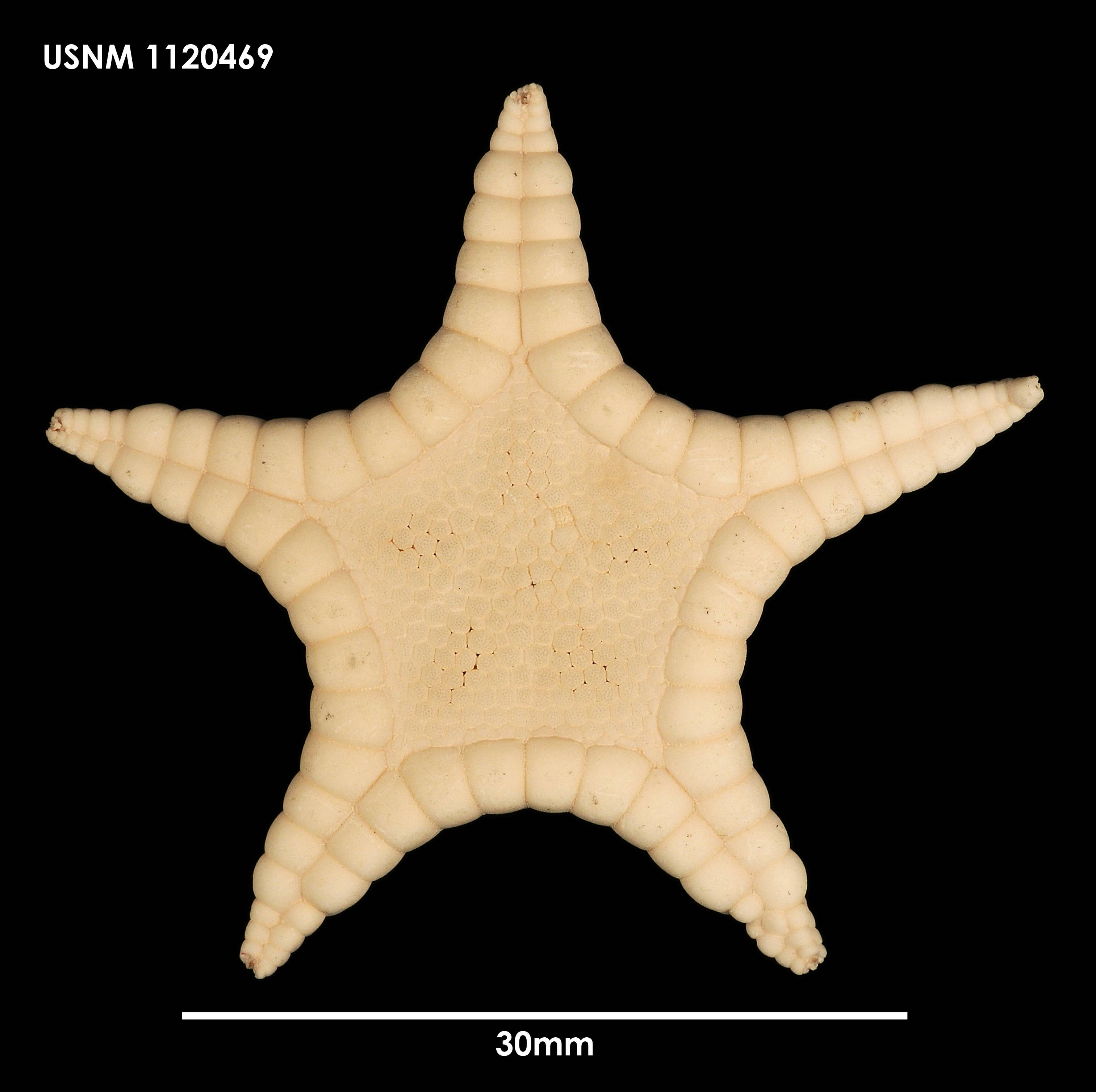
Lithosoma novaezealandiae
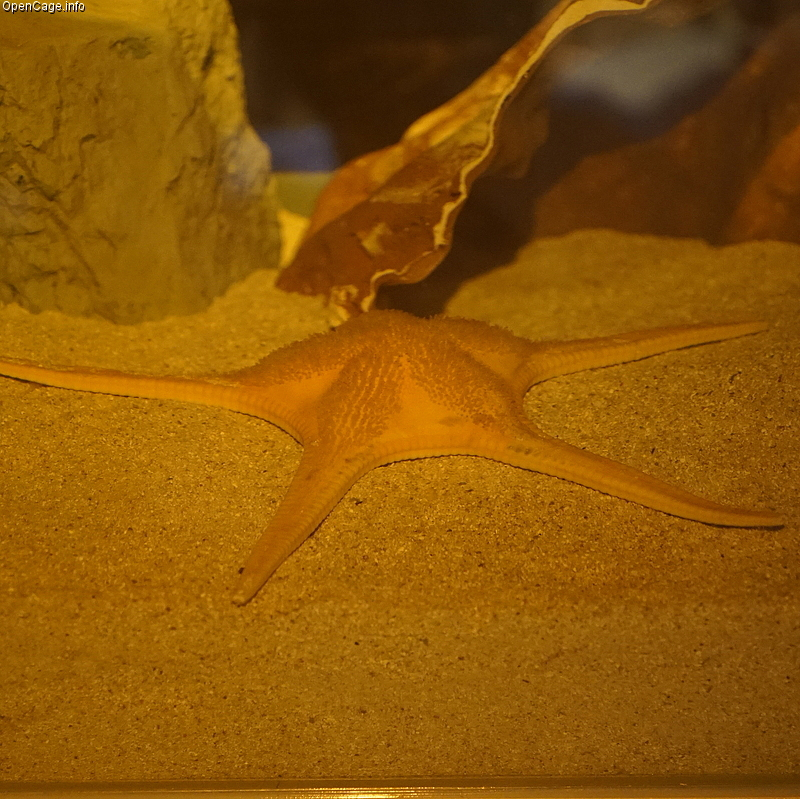
Mariaster giganteus
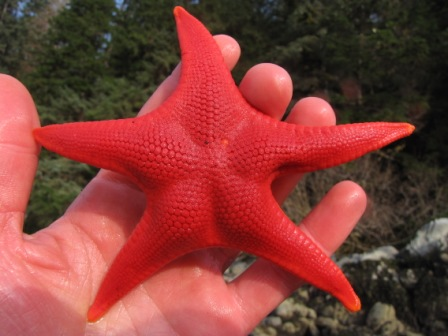
Mediaster aequalis
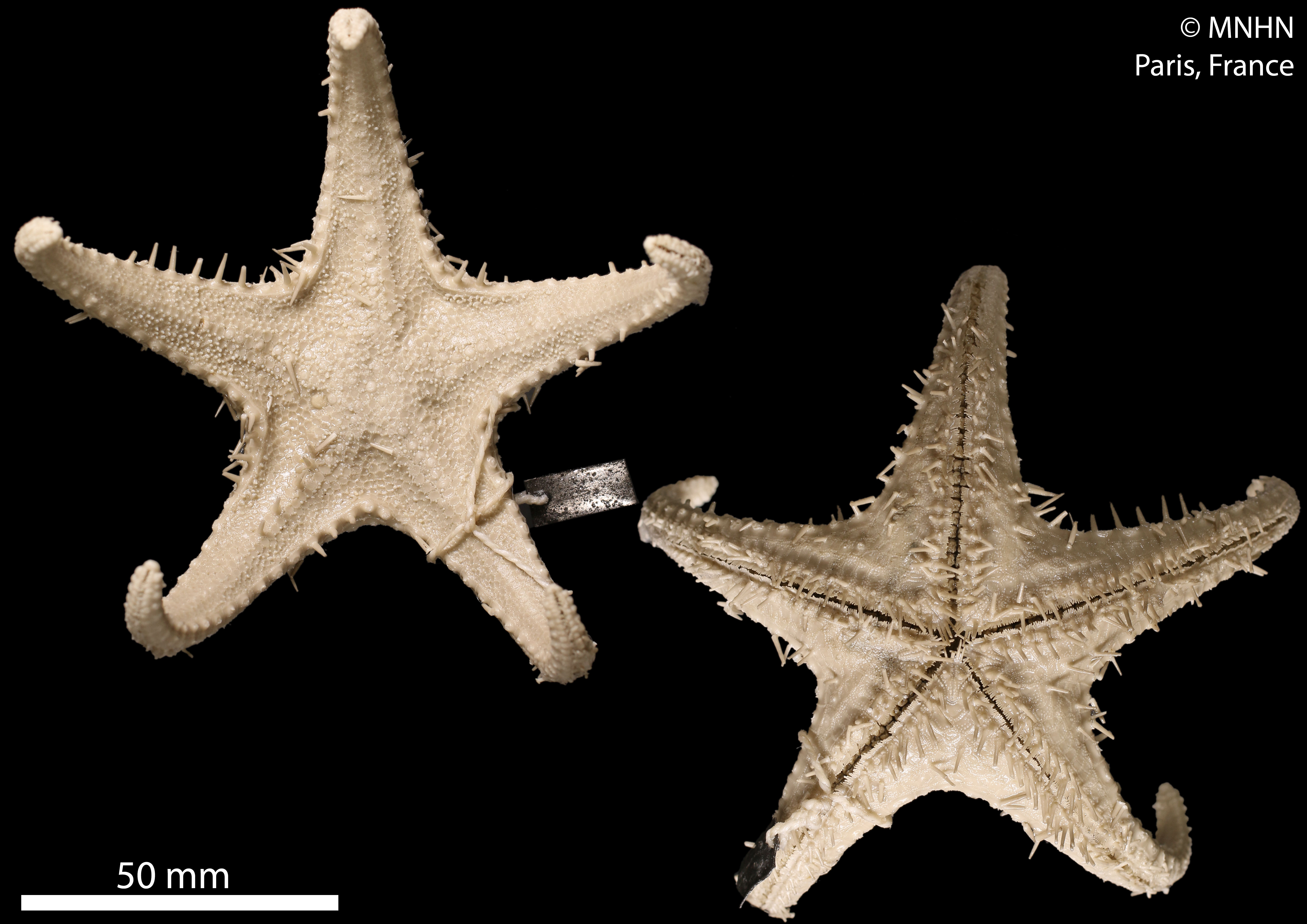
Milteliphaster woodmasoni
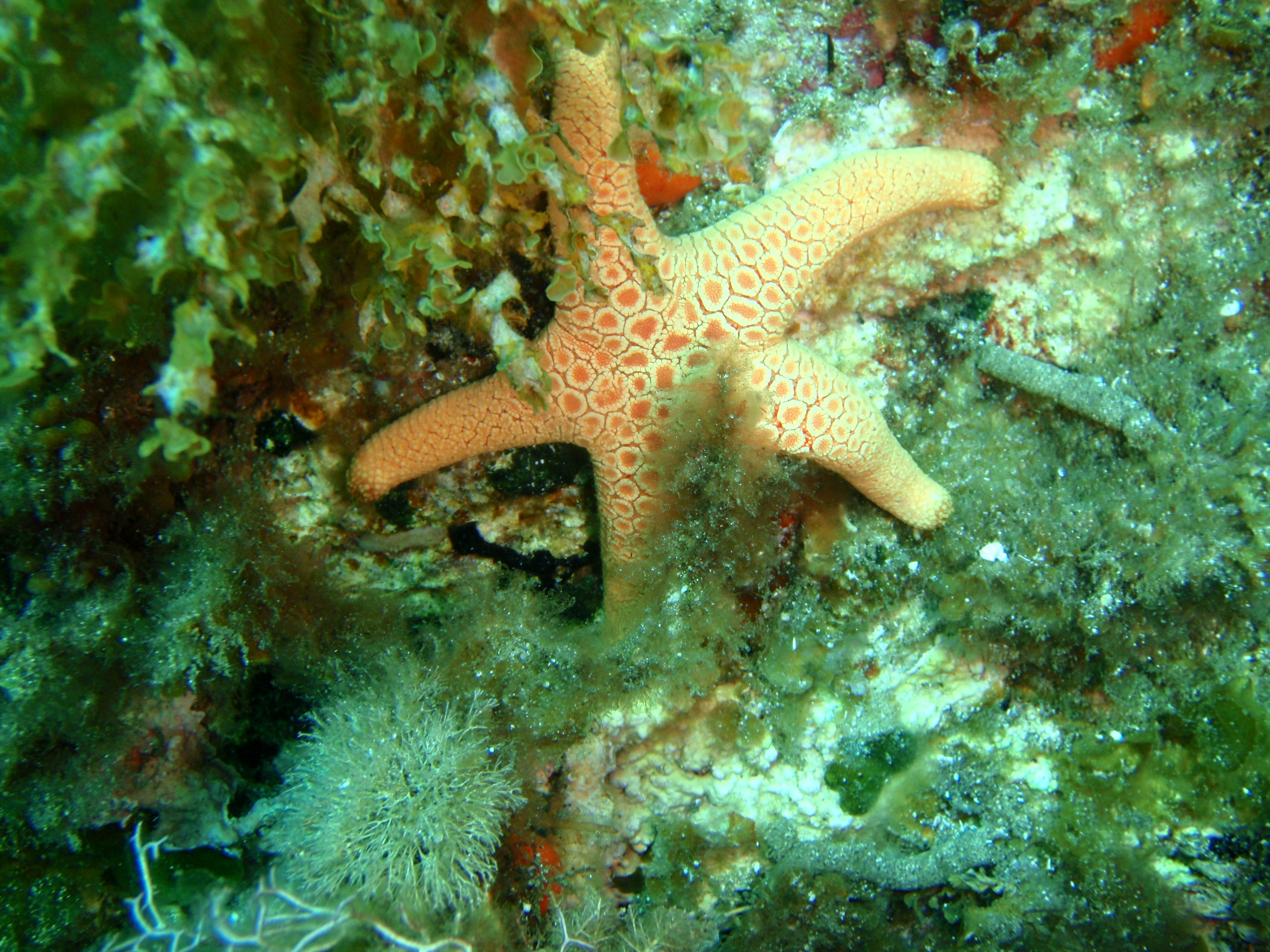
Nectria macrobrachia
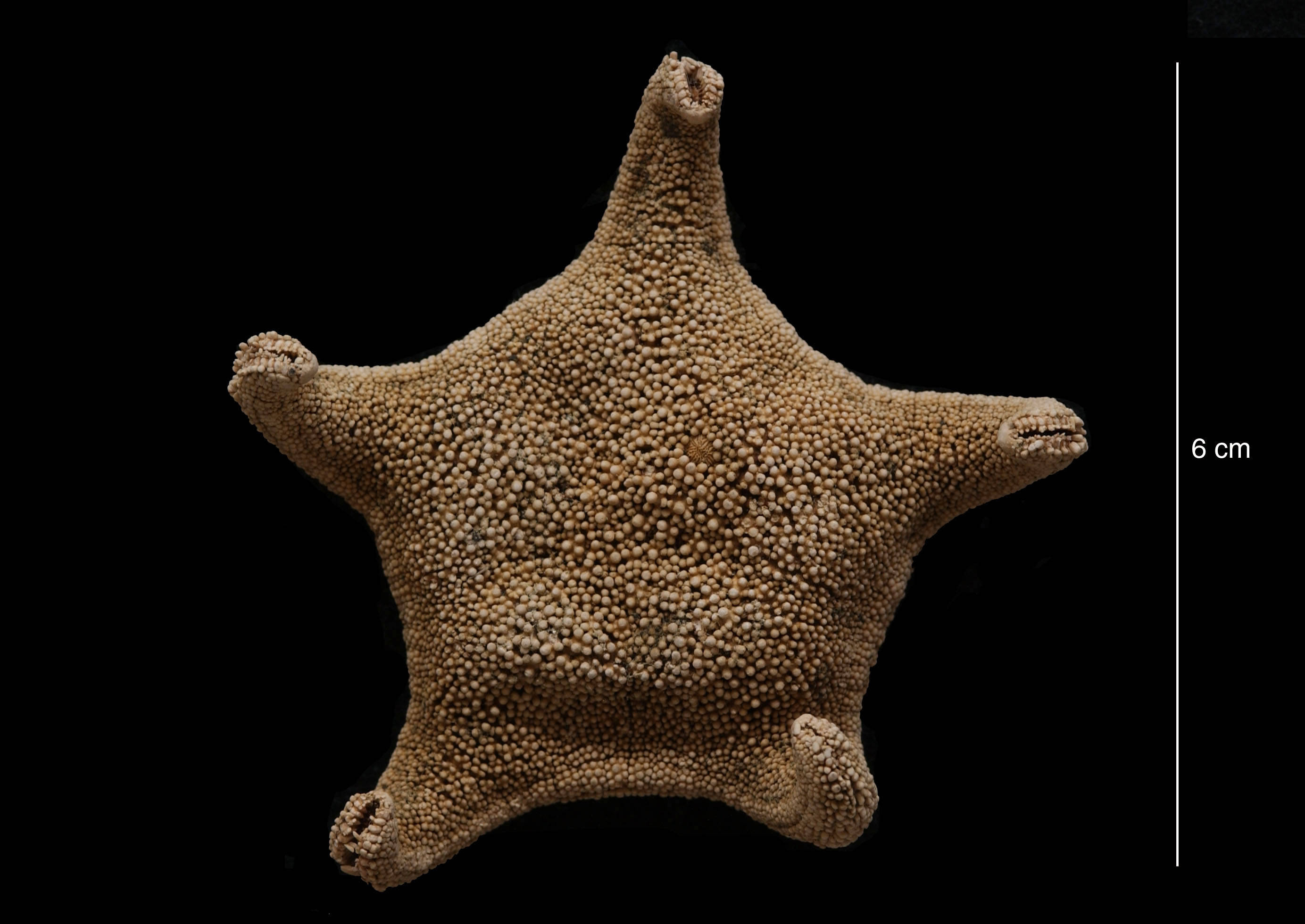
Notioceramus anomalus
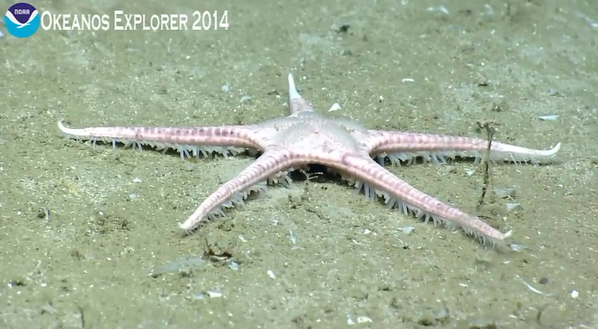
Nymphaster arenatus
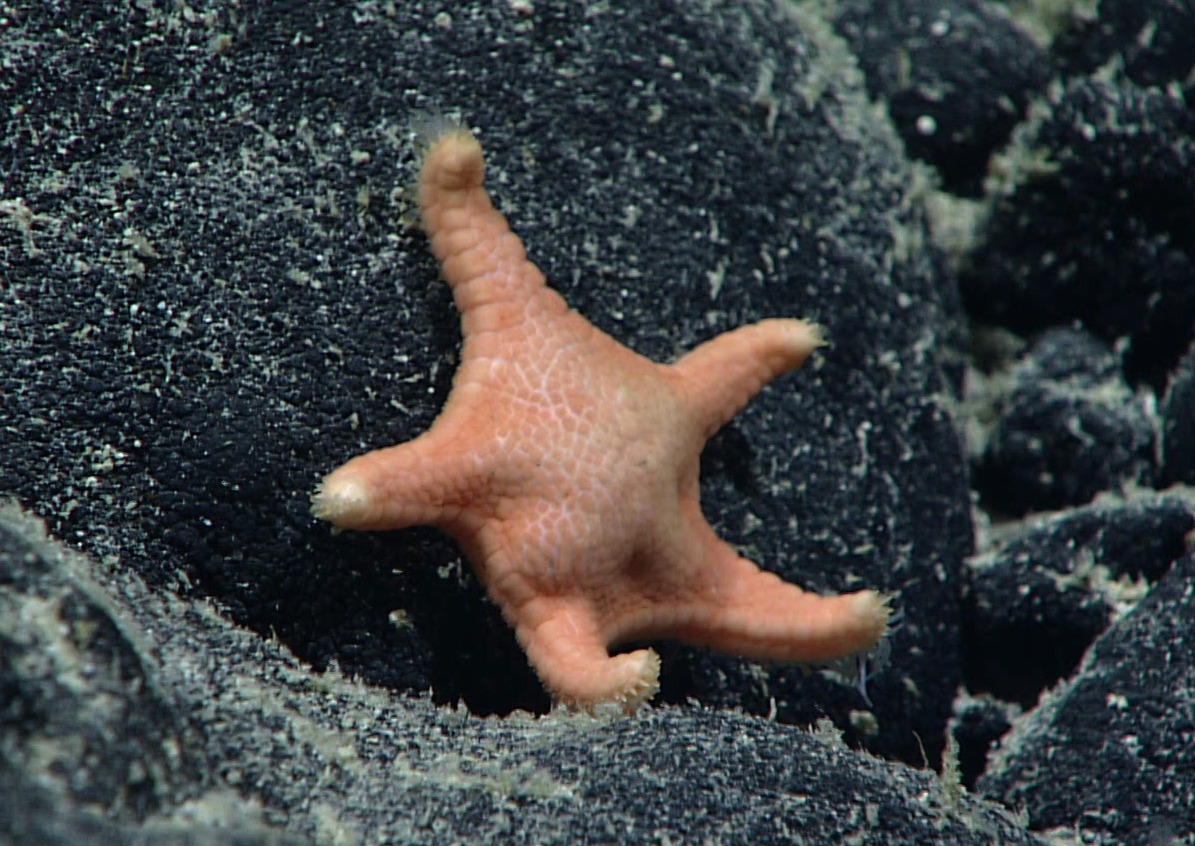
Okeanosaster hohonui
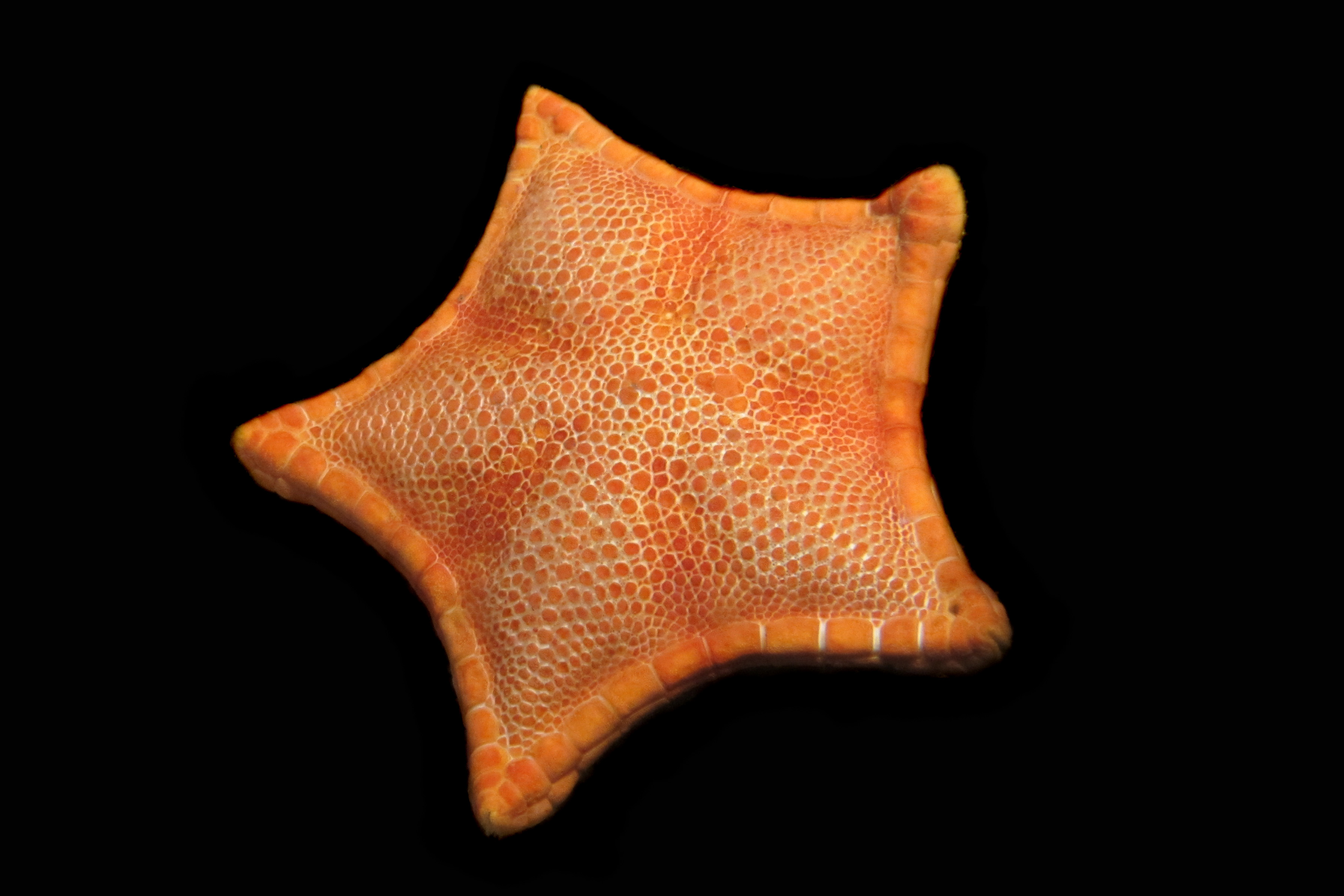
Peltaster placenta
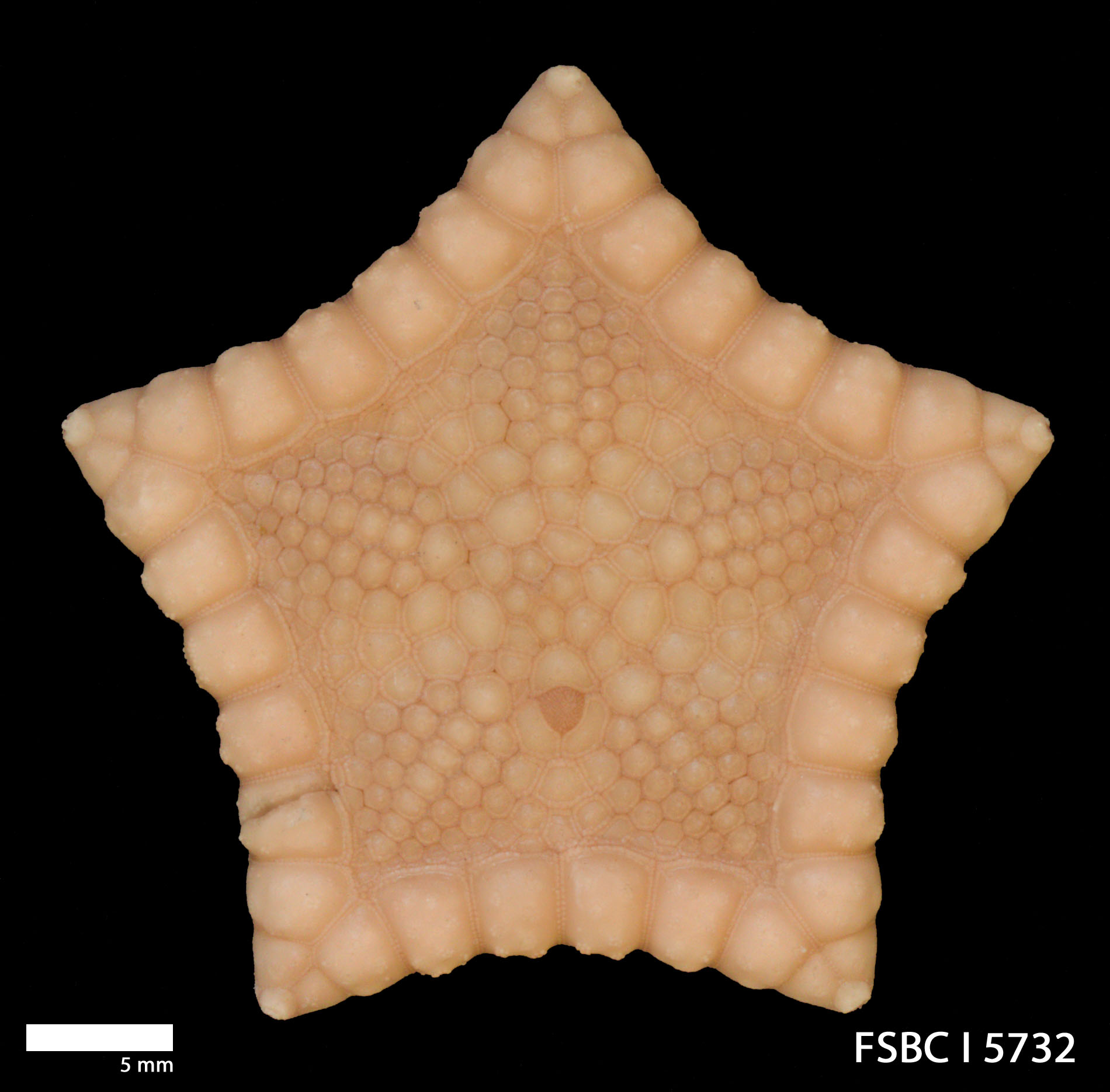
Pawsonaster parvus
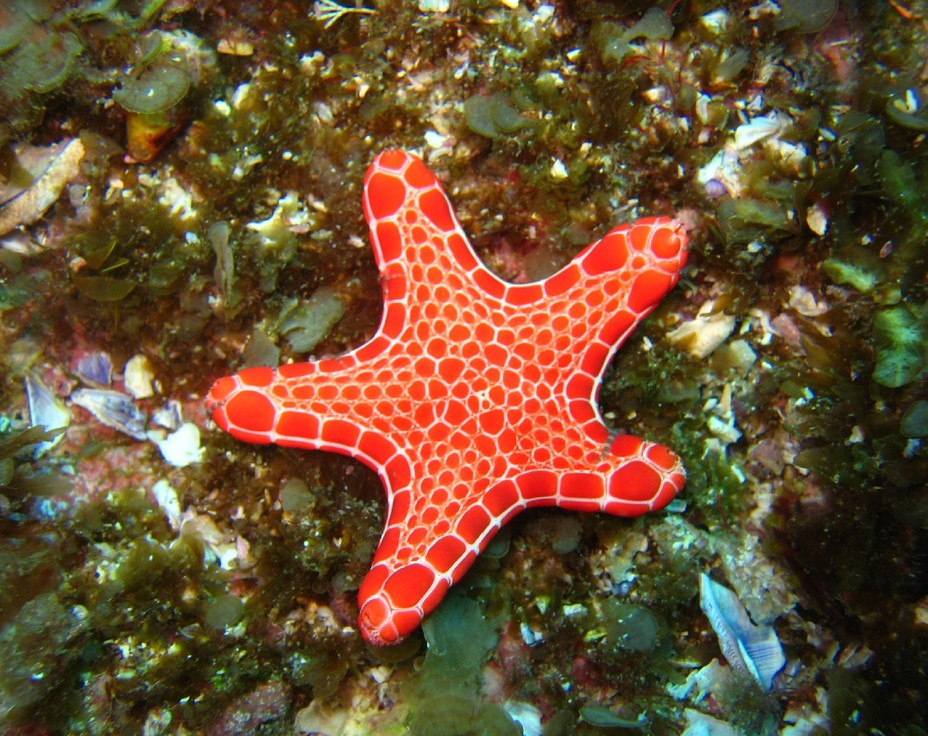
Pentagonaster duebeni
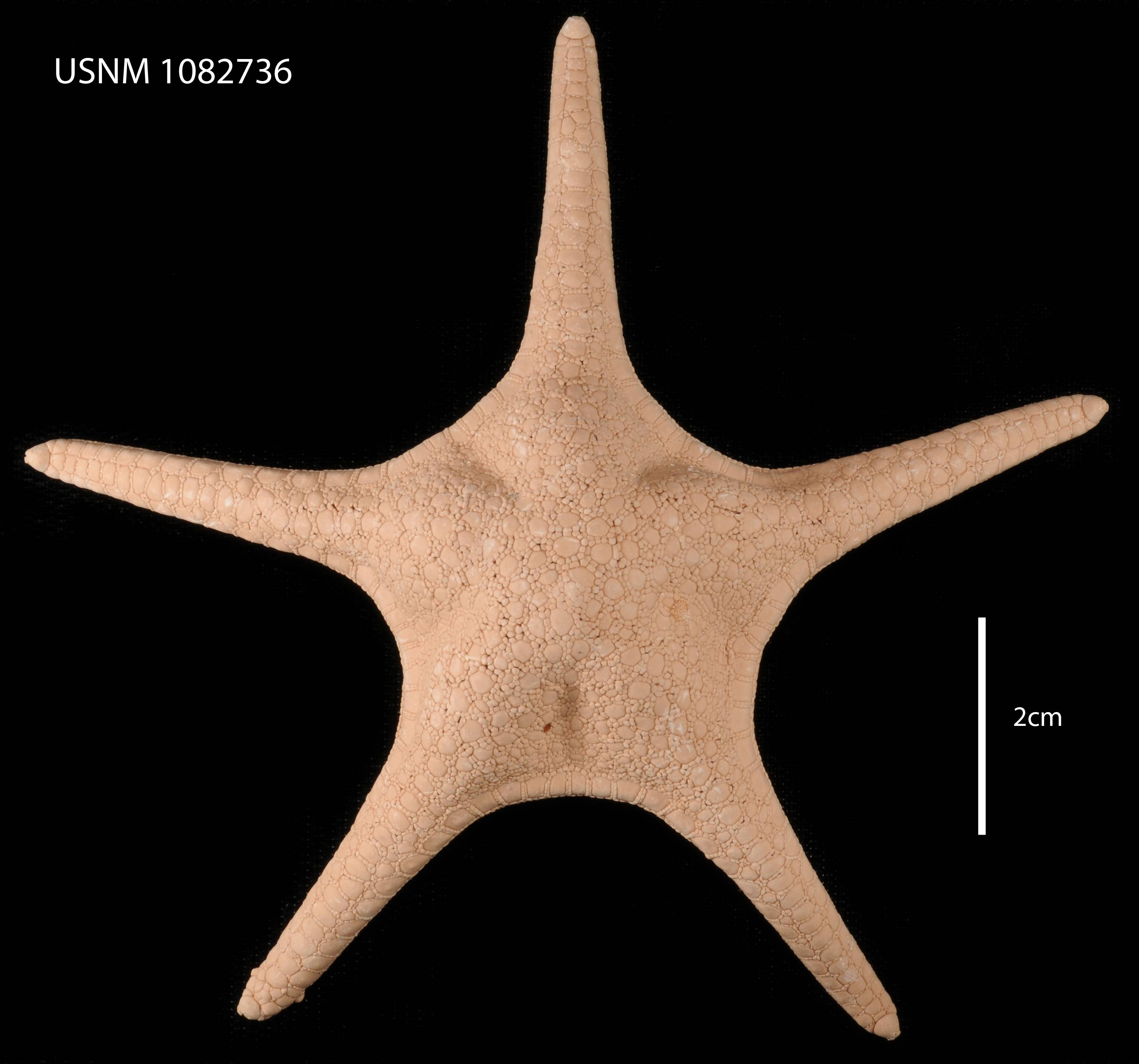
Pergamaster triseriatus
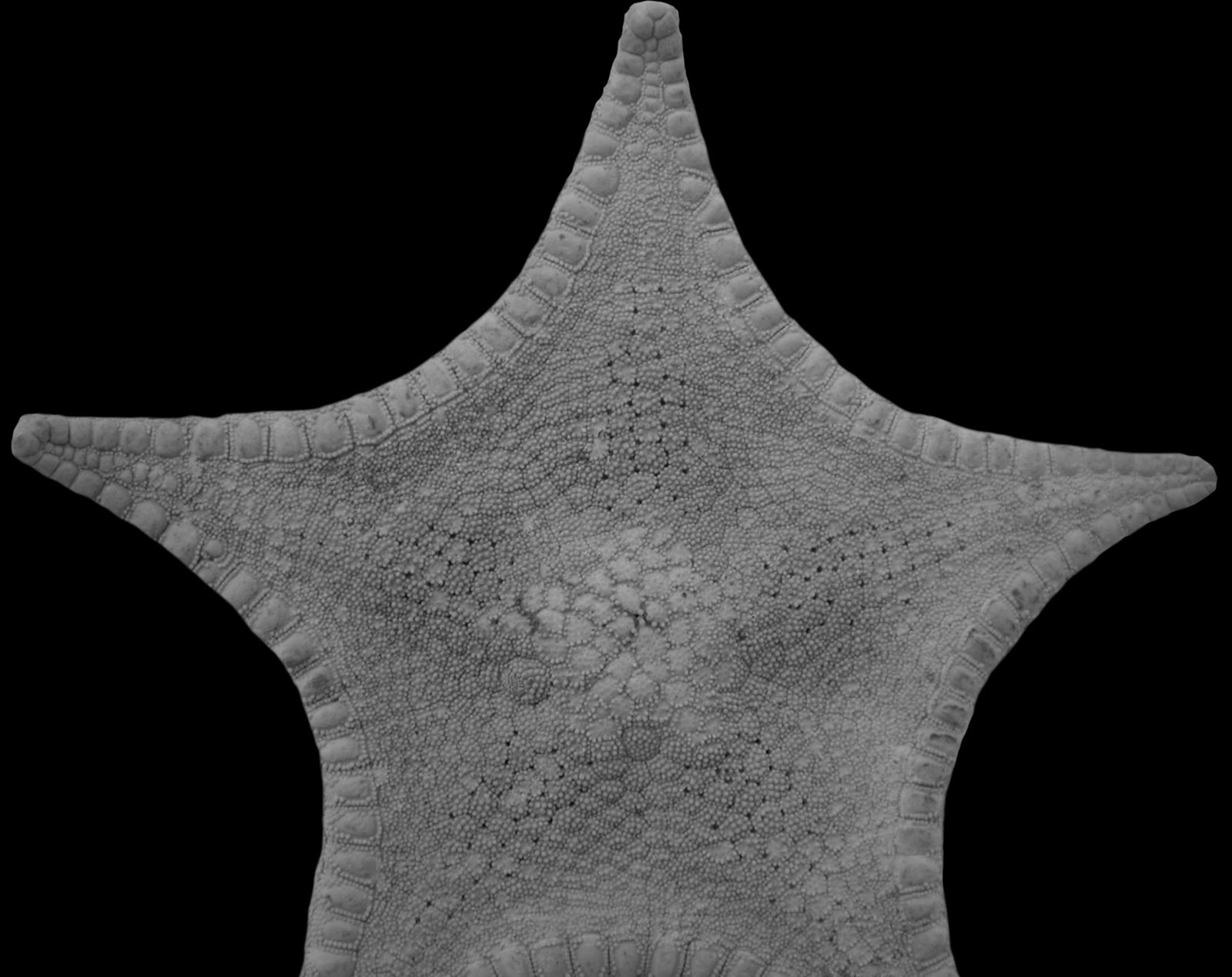
Pillsburiaster calvus
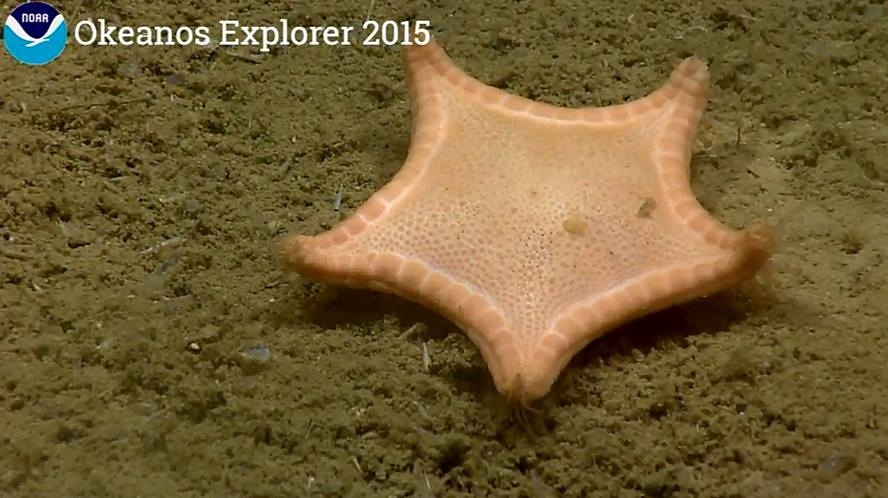
Plinthaster dentatus
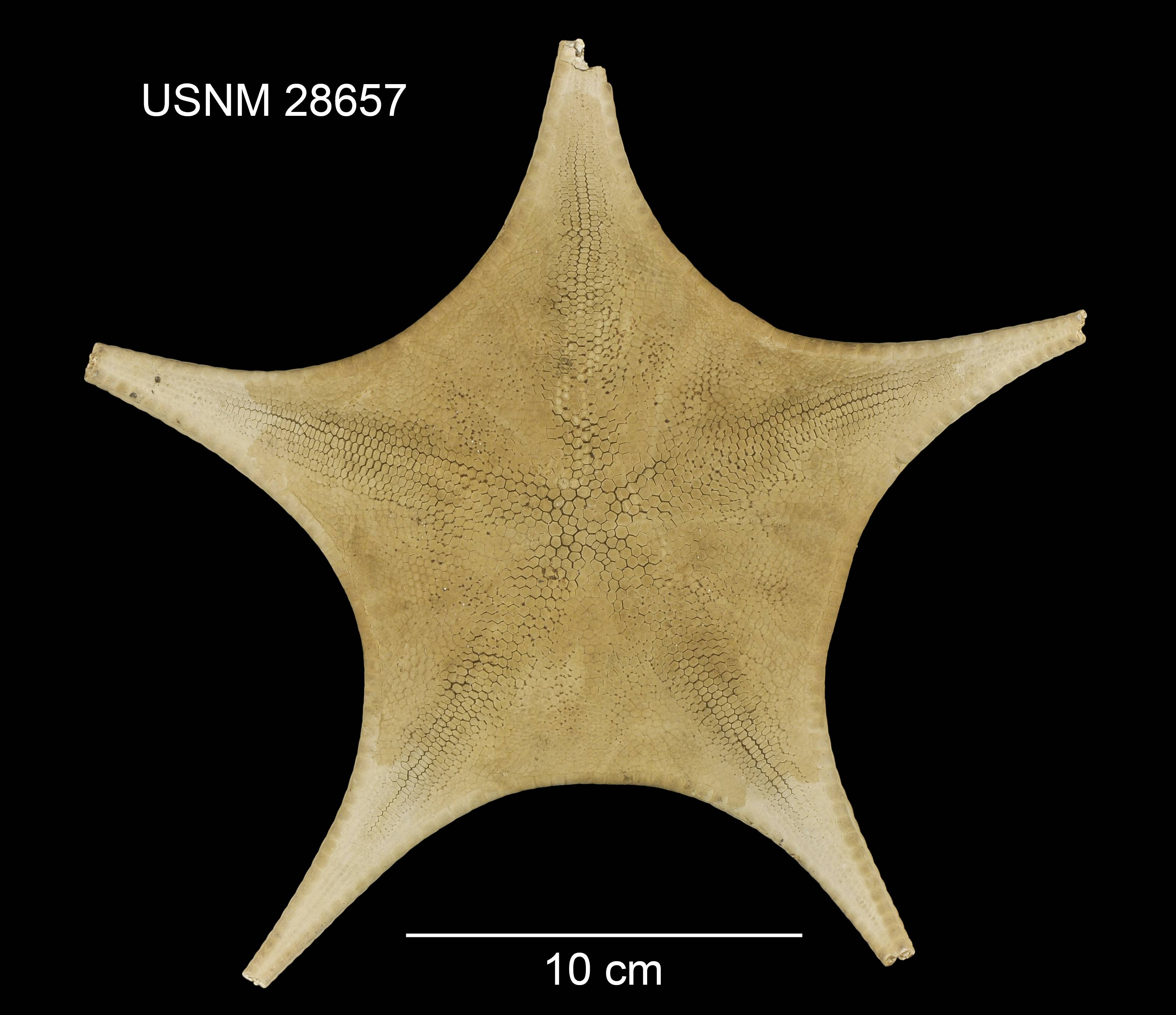
Pontioceramus grandis
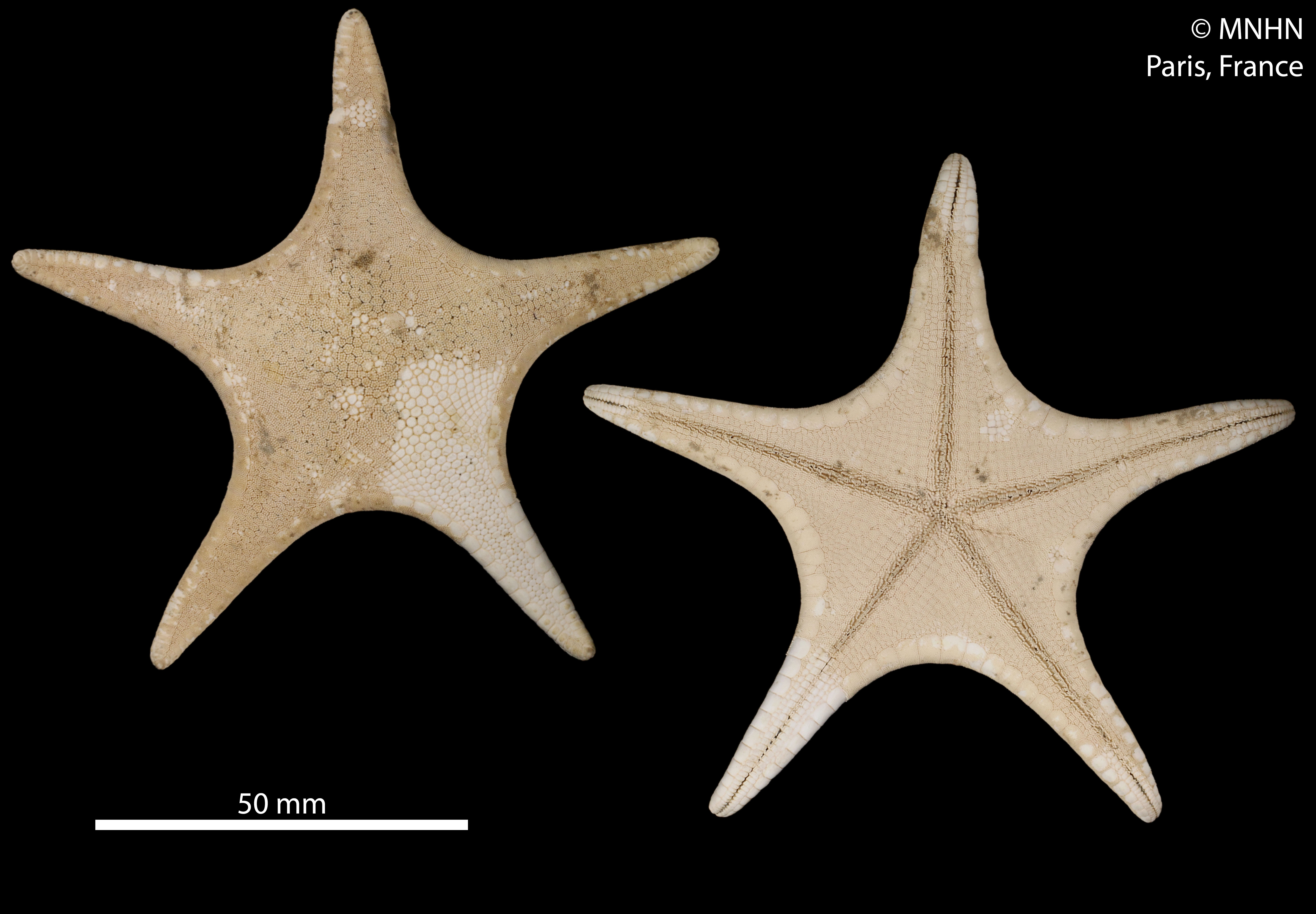
Pseudoceramaster regularis
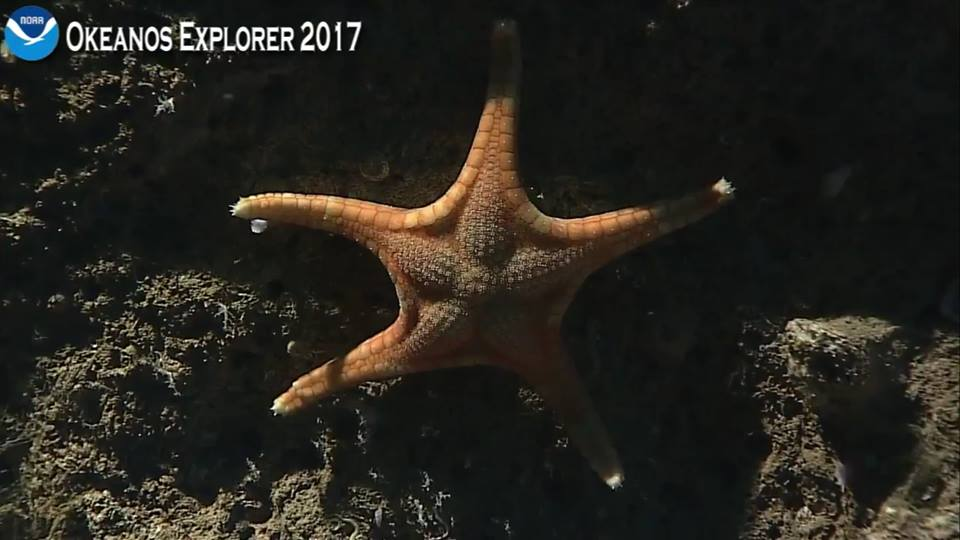
Rosaster sp.
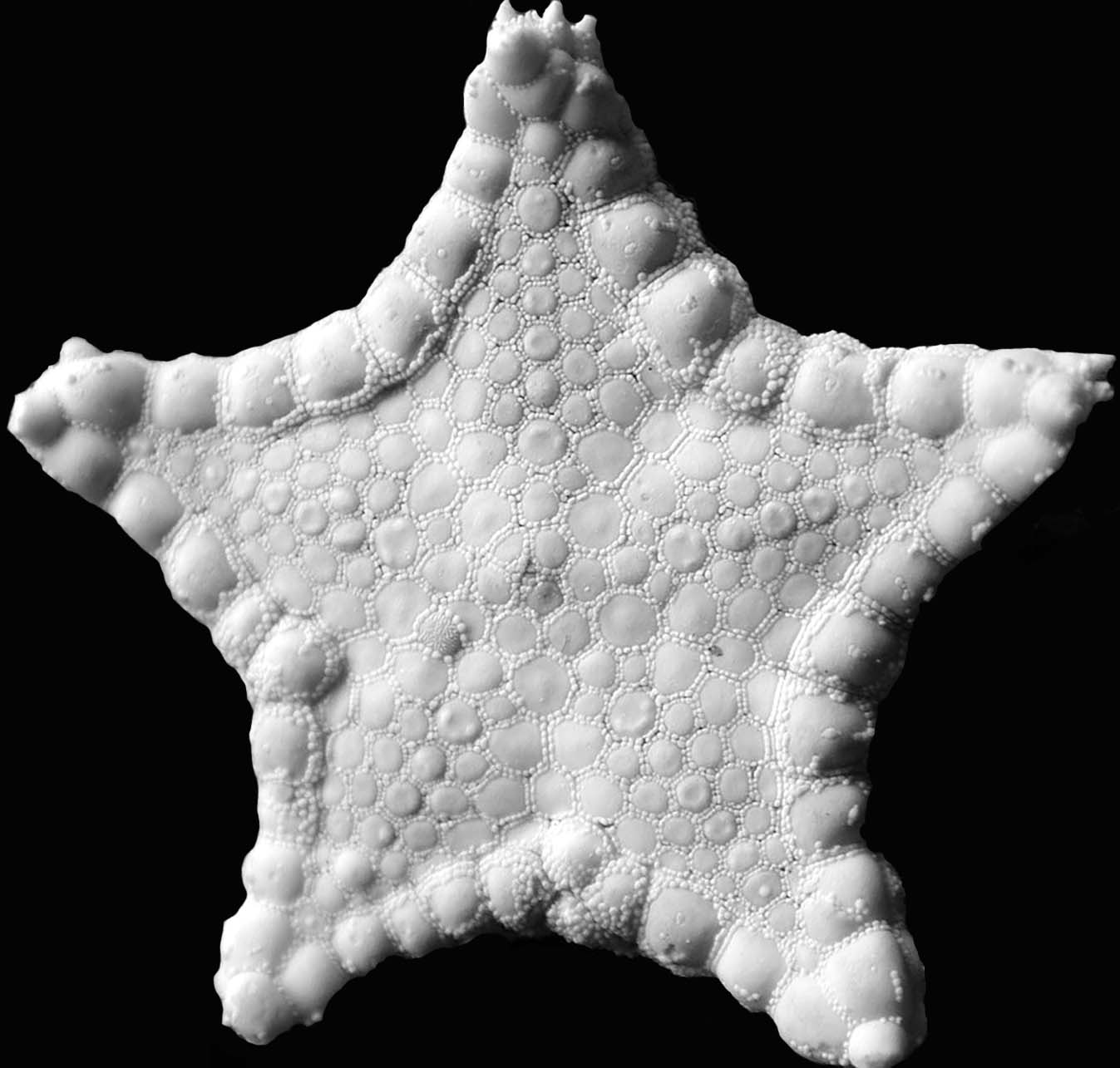
Ryukuaster onnae
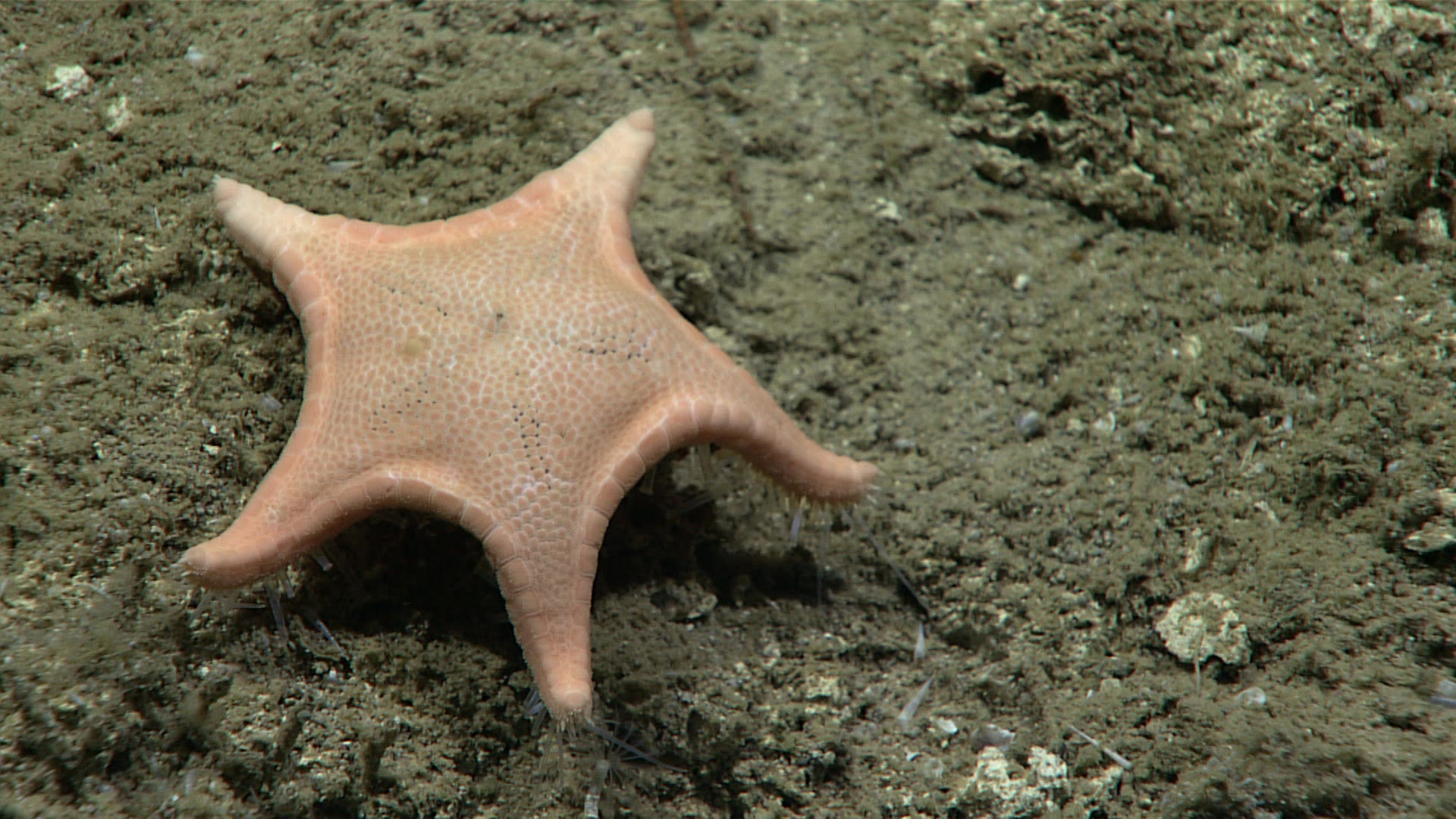
Sibogaster bathyheuretor
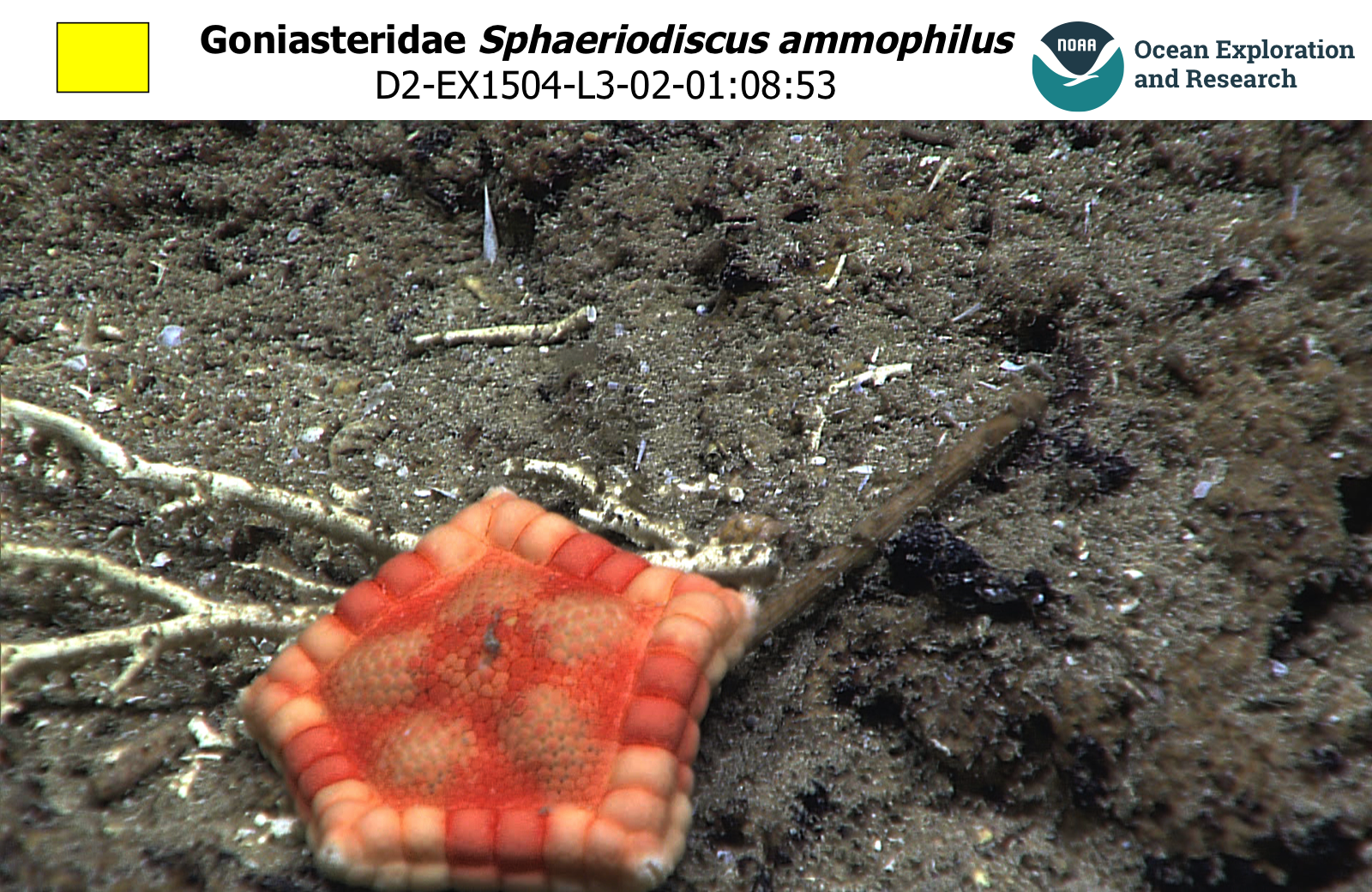
Sphaeriodiscus ammophilus
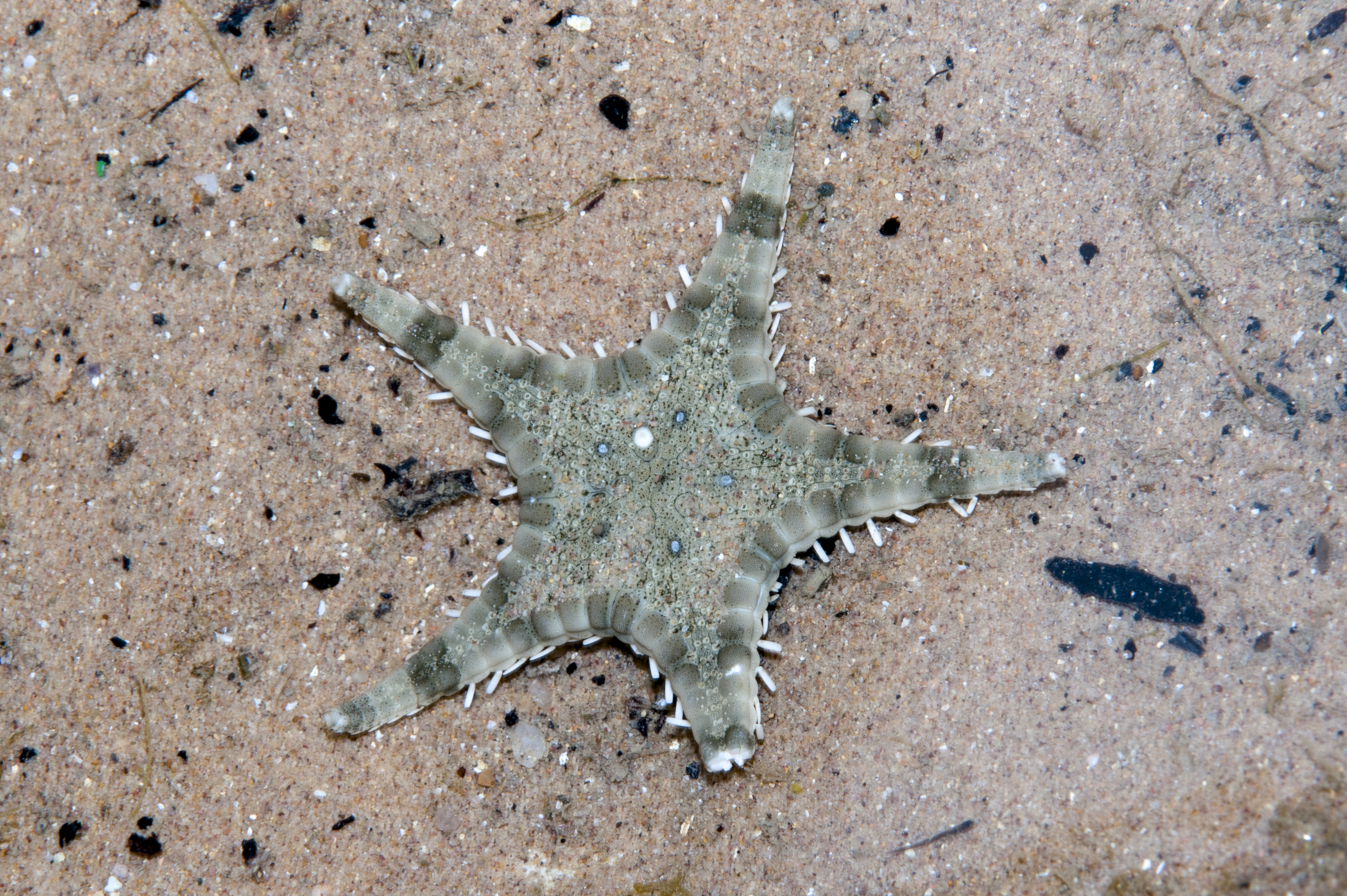
Stellaster childreni
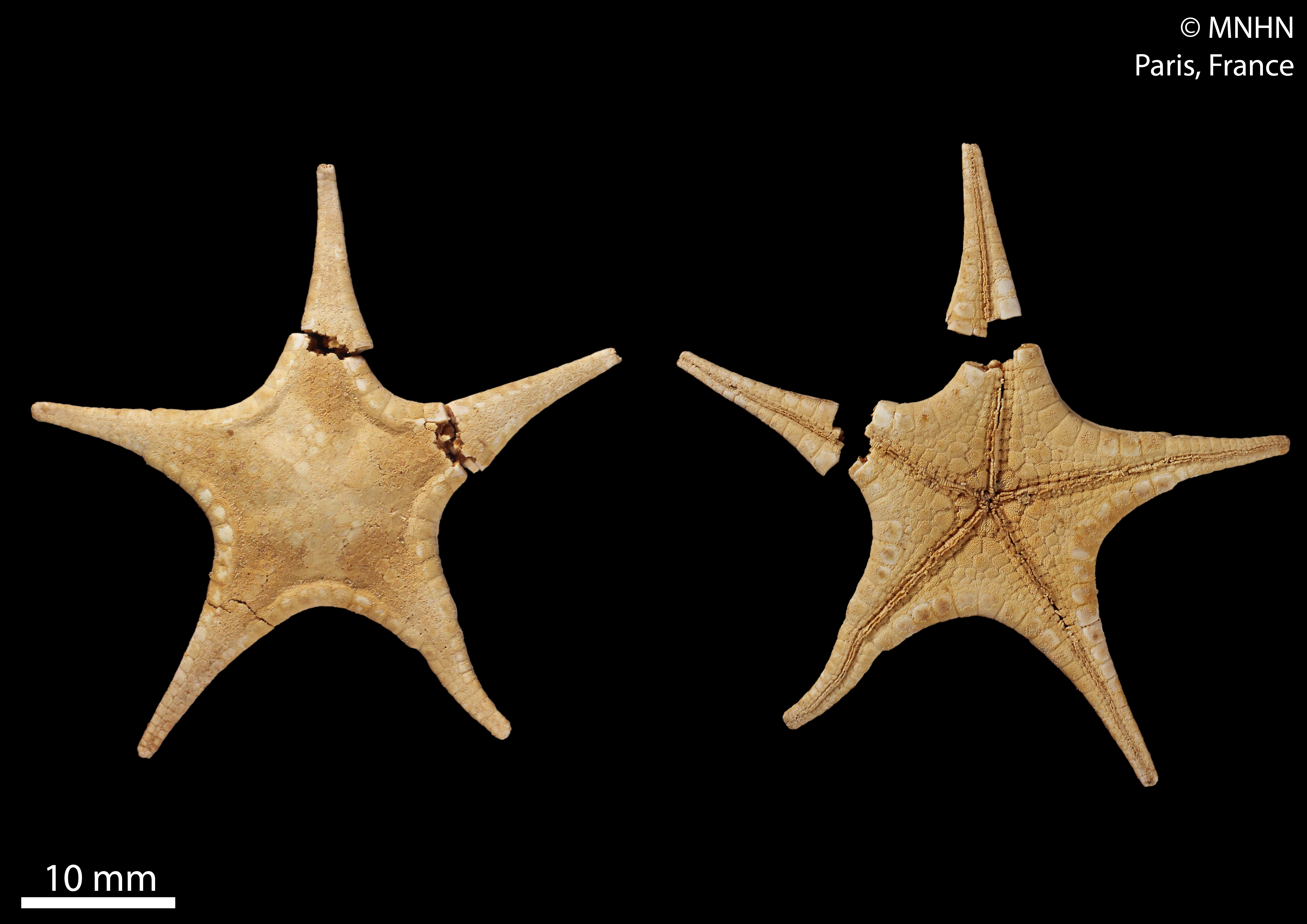
Stellasteropsis fouadi
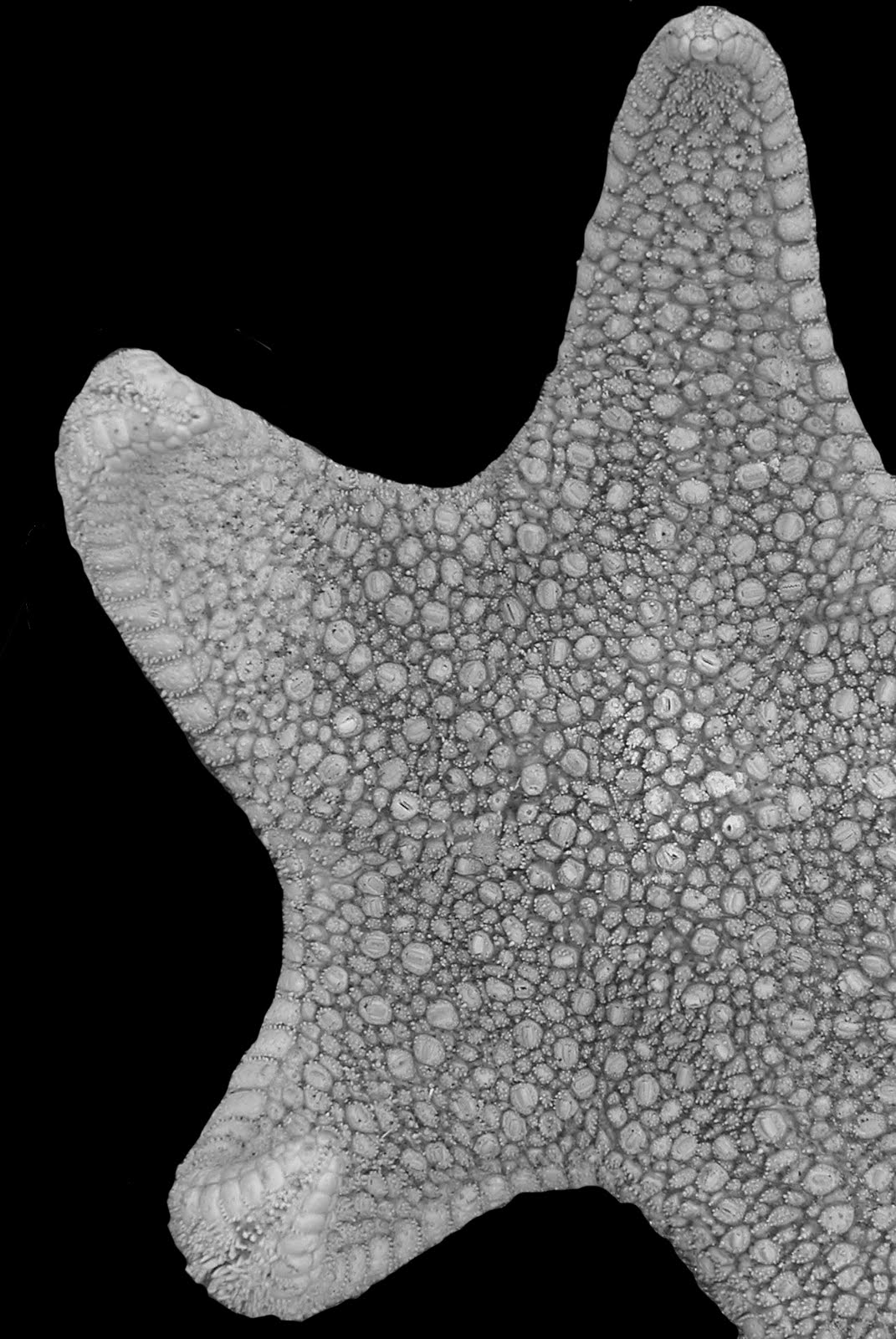
Sthenaster emmae
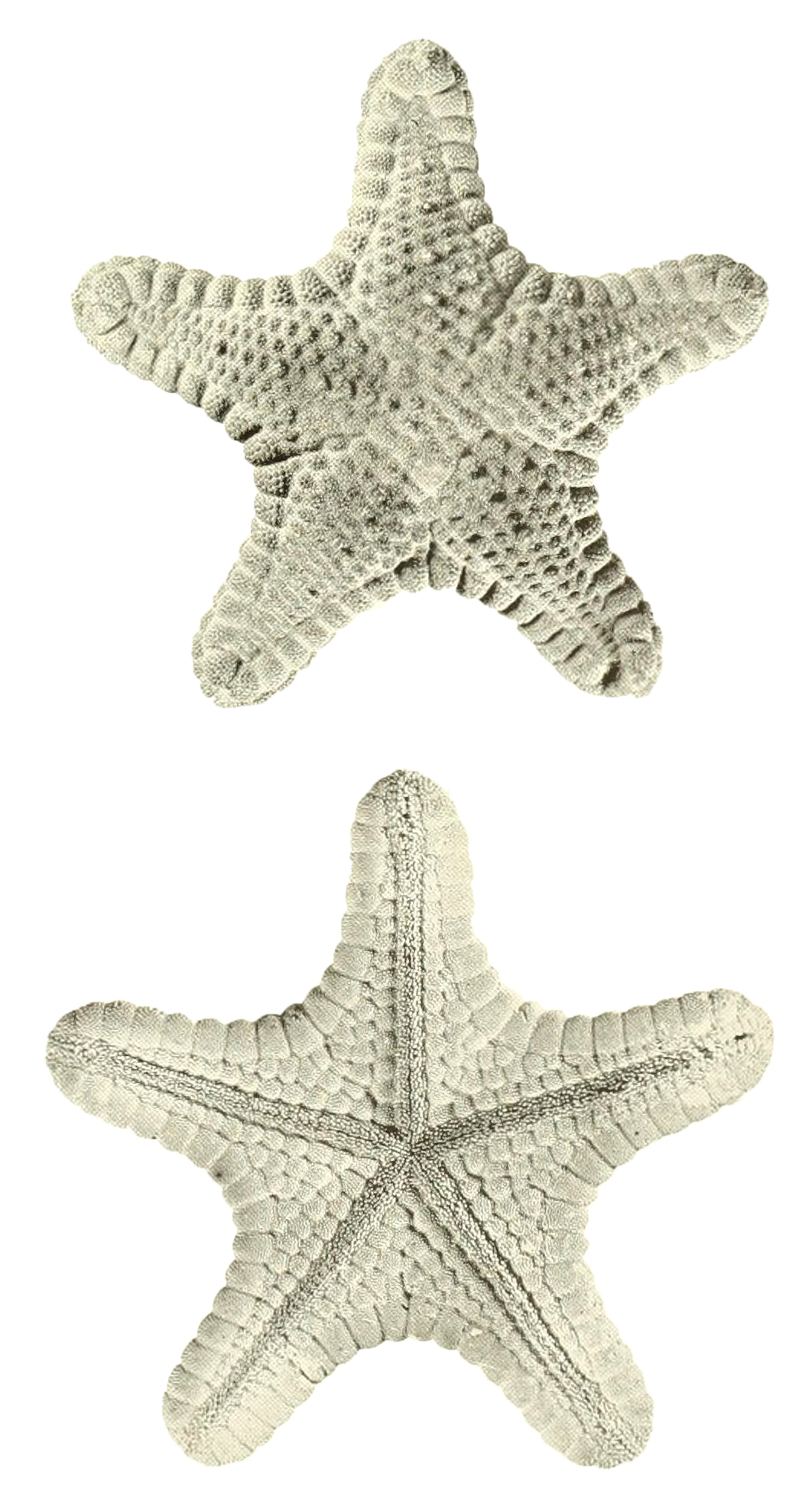
Styphlaster notabilis
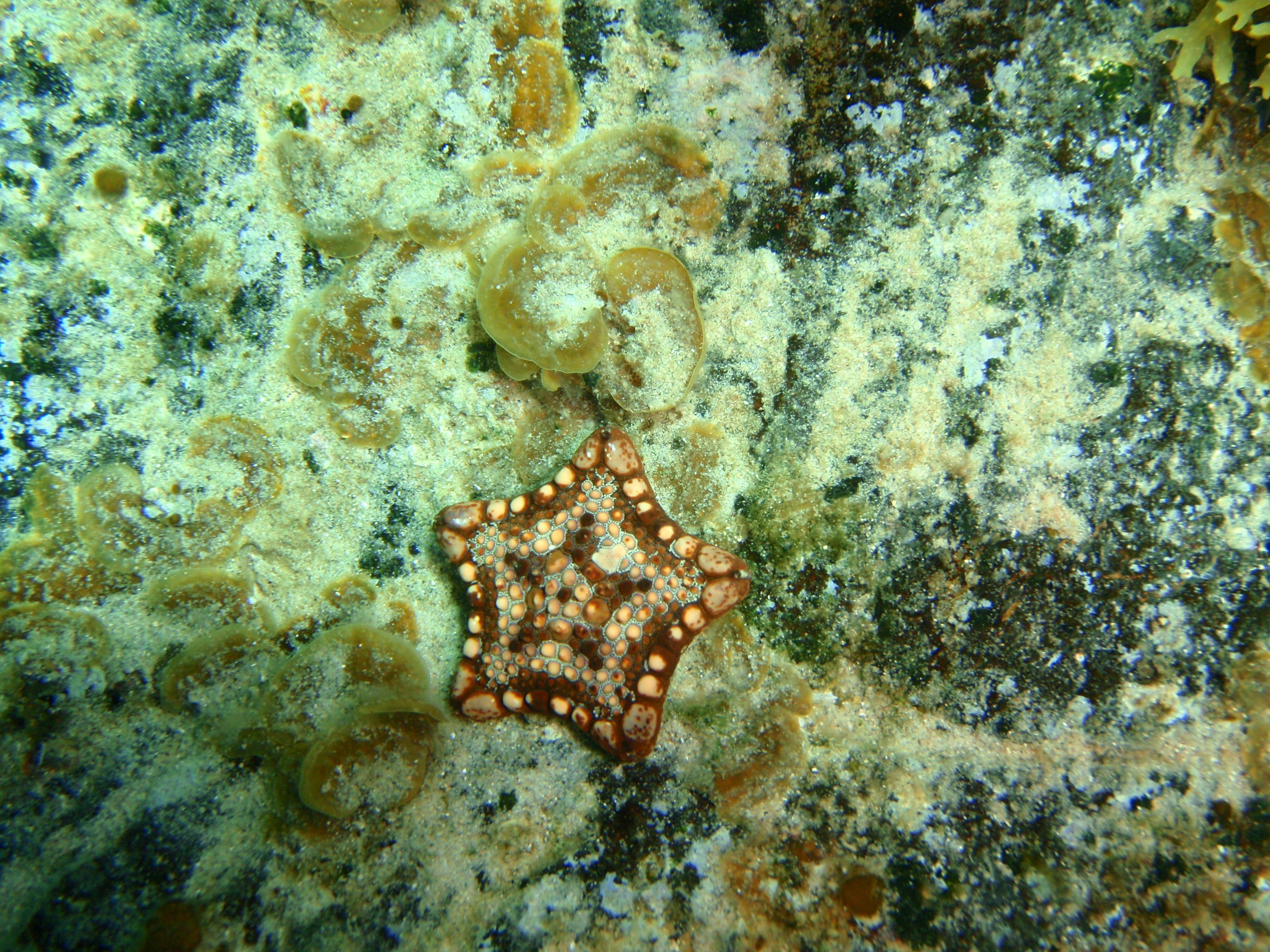
Tosia australis
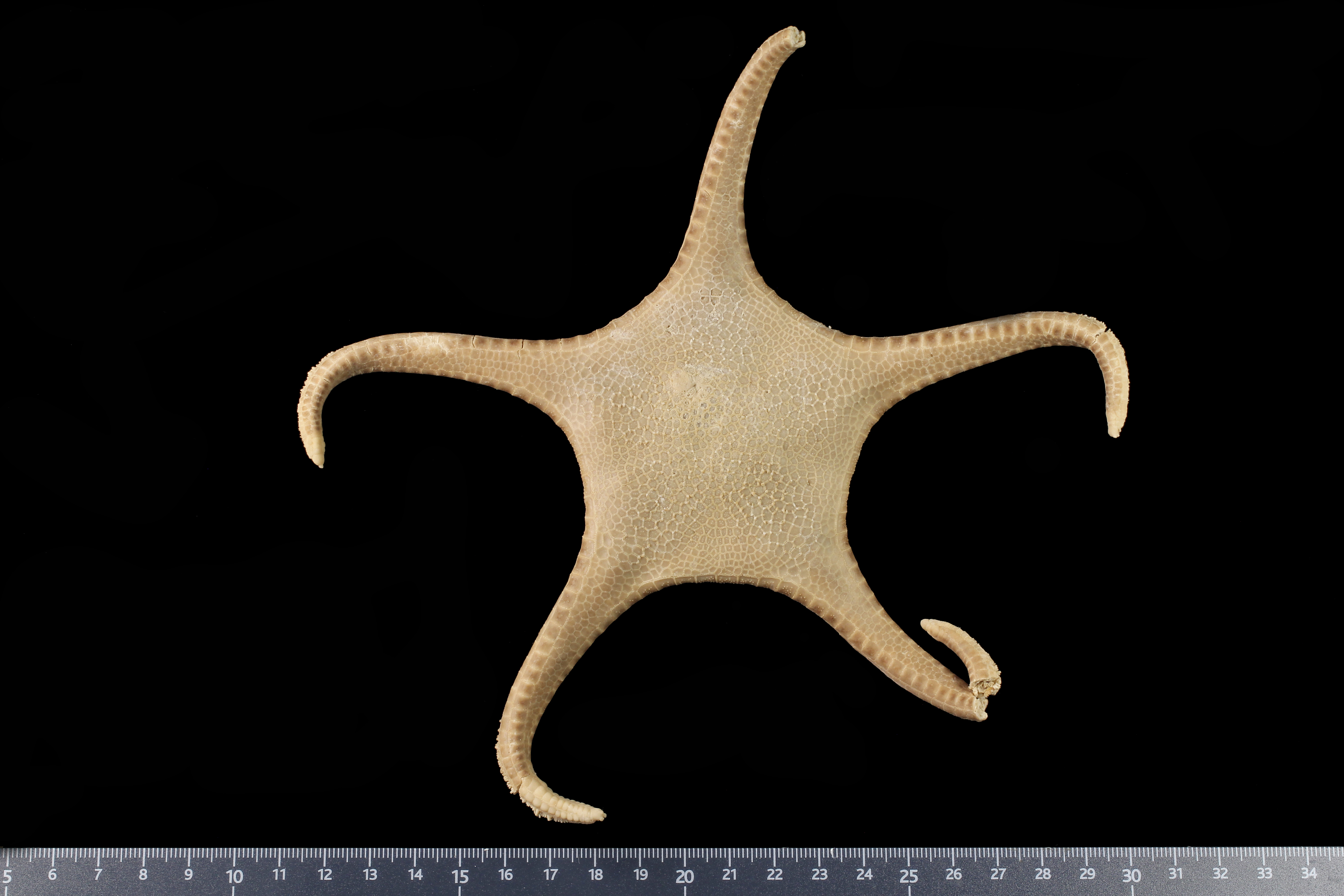
Wallastra elenderae

### Genres éteints

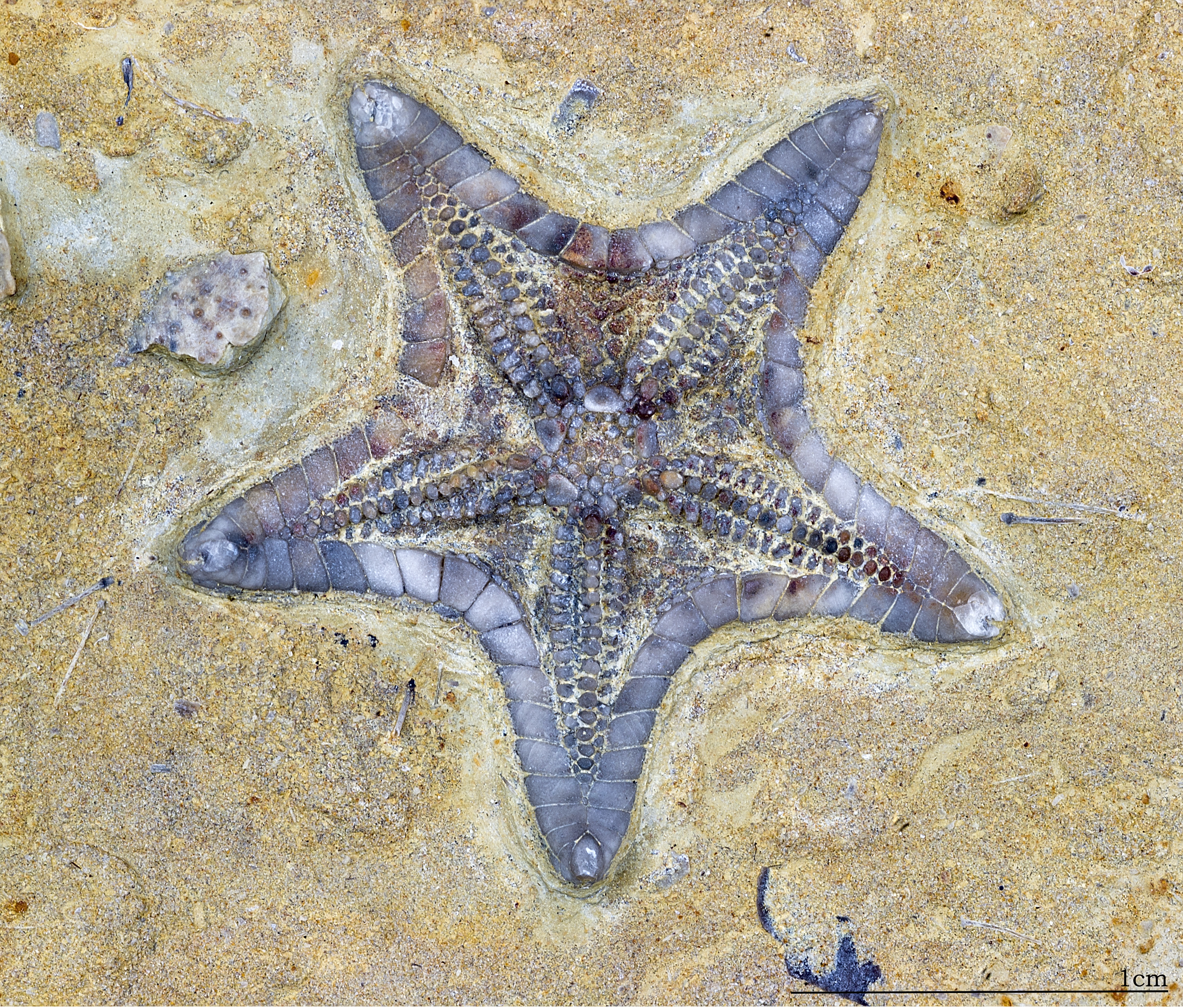
Fossile de Marocaster coronatus

Selon Fossilworks, il y a 2 sous-familles, 39 genres éteints et 12 genres actuels comportant des espèces fossiles : 
- genre †Bugarachaster Breton, 1992
- genre †Buterminaster Blake and Zinsmeister, 1988
- genre †Caletaster Breton, 1978
- genre †Capellia Blake and Reid, 1998
- genre †Cenomanaster Wright, 1951
- genre †Chomataster Spencer, 1913
- genre †Codellaster Blake and Kues, 2002
- genre †Comptonia Gray, 1840
- genre †Comptoniaster Breton, 1983
- genre †Cottreauaster Wright, 1951
- genre †Crateraster Spencer, 1913
- genre †Cymbaster Breton and Néraudeau, 2008
- genre †Fomalhautia Blake and Reid, 1998
- genre †Forbesiaster de Loriol, 1909
- genre †Fredaster Breton and Néraudeau, 2008
- genre †Galbaster Villier et al., 2004

Sous-famille Goniasterinae Forbes, 1841
- genre †Haccourtaster Jagt, 2000
- genre †Hessaster Gale, 2011
- genre †Huroeaster Valette, 1915
- genre †Leptogonium Pomel, 1885
- genre †Marocaster Blake and Reboul, 2011
- genre †Mastaster Mercier, 1935
- genre †Metopaster Sladen, 1893
- genre †Miopentagonaster Mercier, 1935
- genre †Nehalemia Blake, 1973
- genre †Noviaster Valette, 1929
- genre †Ocalaster Blake and Portell, 2009
- genre †Ophryaster Spencer, 1913
- genre †Oyenaster Blake and Portell, 2009
- genre †Pachyaster de Loriol, 1909
- genre †Parametopaster Breton, 1992

Sous-famille Pseudarchasterinae Sladen, 1889
- genre †Pulcinellaster Breton, 1992
- genre †Spenceraster Lambert, 1914
- genre †Sucia Blake, 1973
- genre †Talecaster Breton, 1992
- genre †Teichaster Spencer, 1913
- genre Tesselaster Clark, 1941
- genre †Tomidaster Sladen, 1891
- genre †Tylasteria Valette, 1929